# Campo de Concentração do Tarrafal
O Campo de Concentração do Tarrafal, também designado Campo da Morte Lenta, foi campo de concentração, que atualmente serve como museu, situado na aldeia de Chão Bom, no Concelho de Tarrafal, na ilha de Santiago em Cabo Verde.
Foi estabelecido em 1936, durante um processo de reorganização do sistema prisional do Estado Novo, com o objetivo de encarcerar presos políticos e sociais. A localização foi escolhida de forma estratégica, tanto por ser perfeita para que os testemunhos não viessem a público, tanto por ter um clima insalubre, com pouca água potável, e muitos mosquitos em épocas chuvosas, que facilitavam o aparecimento de doenças. O seu principal objetivo era aniquilar física e psicologicamente os opositores portugueses e africanos à ditadura Salazarista, isolando-os do resto mundo em condições subhumanas de cativeiro, maus tratos e insalubridade.
A sua primeira fase, de 1936 a 1954, era destinada a opositores portugueses. Em 29 de outubro de 1936, chegaram de Lisboa os primeiros 157 detidos antifascistas, alguns deles participantes da Revolta dos Marinheiros de 1936. Nos primeiros dois anos, quando a única habitação dos reclusos eram tendas de lona, estes eram forçados a trabalhar 45 dias a temperaturas elevadíssimas para construir o muro do campo e outras infraestruturas. Quando começaram a aparecer as primeiras doenças, o único médico presente não tinha medicamentos para tratar os pacientes, portanto limitava-se a passar certidões de óbito. Dos 340 antifascistas portugueses que passaram pelo campo, morreram 34, tendo assim uma taxa de mortalidade de 10%. As vítimas mais ilustres são Bento Gonçalves, então dirigente do Partido Comunista Português, e Mário Castelhano, então líder da Confederação Geral do Trabalho. A "Frigideira", também chamada pelos presos de "câmara de eliminação" ou "câmara das torturas", era um local de punição onde os presos eram torturados, sendo privados de comida, luz, e sob temperaturas entre os 50 a 60 graus. A "Frigideira" foi responsável pela morte de 30 presos, e o adoecimento de dezenas de outros. O atual museu da resistência contabiliza 2824 dias passados na "Frigideira".
Na segunda fase, que reabre o campo a 14 de abril de 1961, passou a deter militantes da guerra de libertação nacional da guerra colonial portuguesa de Angola, Guiné-Bissau e Cabo Verde. Passaram pelo Tarrafal 106 angolanos, 100 guineenses e 20 cabo-verdianos. Substituindo a "Frigideira", abre-se a "Holandinha", de objetivo praticamente igual, sendo "um pouco mais alta que um homem em pé, pouco mais comprida que um homem deitado, pouco mais larga que um homem sentado, com uma pequena janela gradeada" e "um autêntico forno". Morreu neste campo um preso político angolano e dois guineenses.
Na sequência da revolução de 25 de abril de 1974, e com o fim da ditadura do Estado Novo, o campo é encerrado uma semana depois. Em 2009 foi transformado no Museu da Resistência, e atualmente decorre um projeto com o objetivo de concorrer à Lista do Património Mundial da UNESCO. Em 14 de agosto de 2016, o governo de Cabo Verde reconheceu o Campo de Concentração do Tarrafal de Santiago e as suas dependências como Património Nacional da República de Cabo Verde. Em homenagem à luta e à resistência antifascista em Cabo Verde, 29 de outubro foi consagrado como "Dia da Resistência Antifascista".

## Designações e Instalações

### Designações
O Campo de Concentração do Tarrafal também tem as designações de Campo do Tarrafal ou, oficialmente, Colónia Penal de Cabo Verde na primeira fase, e Campo de Trabalho de Chão Bom na segunda. Outros nomes dados pelos prisioneiros, além de Campo da Morte Lenta, eram a "Aldeia da Morte", o "Pântano da Morte" e ainda o "Inferno Amarelo".

### Instalações

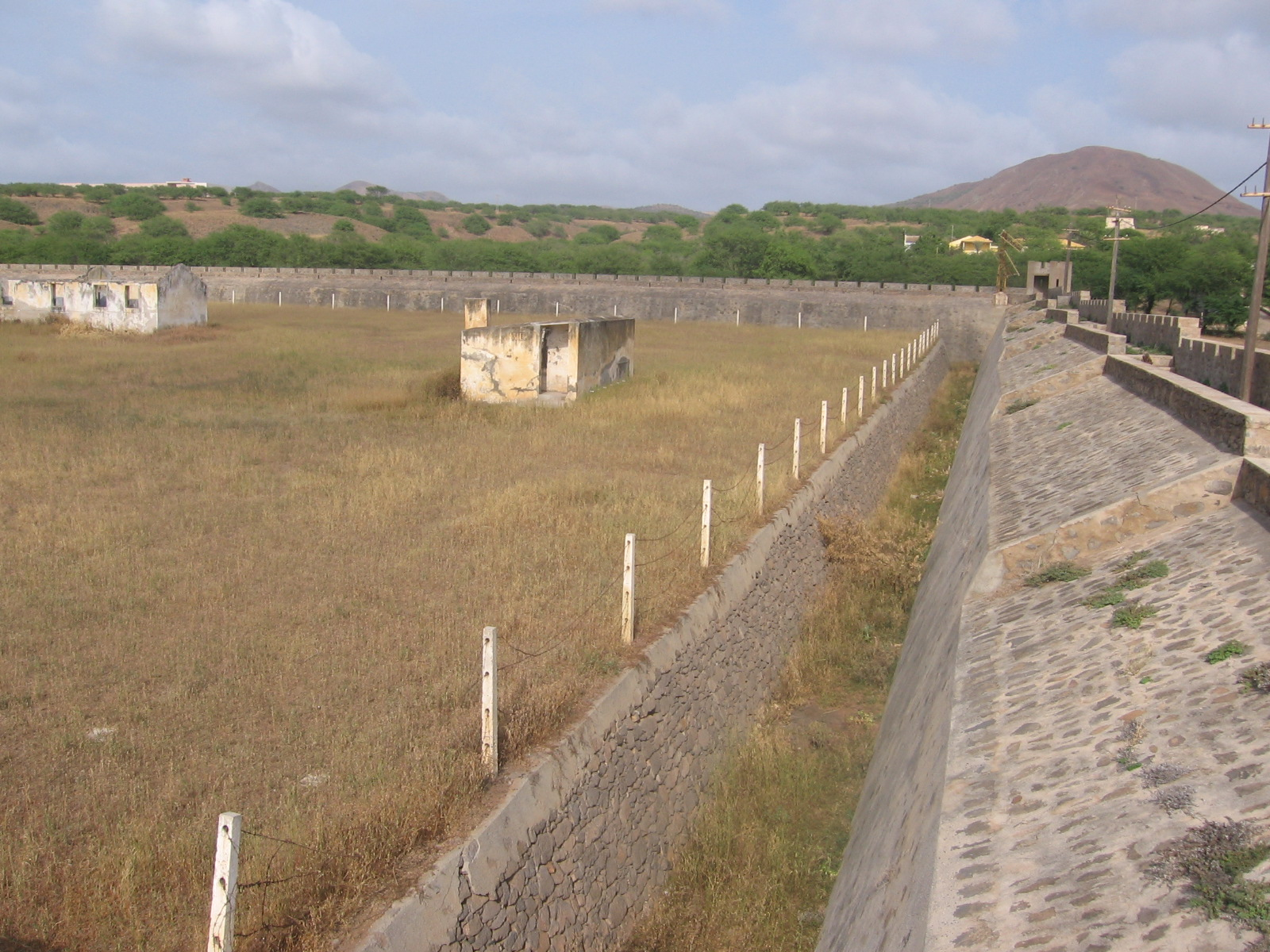
Muro exterior do Campo do Tarrafal

O campo de concentração fica a três quilómetros do centro da Cidade do Tarrafal. É dividido na parte destinada aos presos, que é cercada com um muro de 200 metros de comprimento por 150 metros de largura, seguidos de estruturas de suporte, no exterior, dedicadas aos guardas e outros funcionários. Hoje é possível reconhecer as diferentes funções de cada pavilhão destinado aos presos. No seu interior, ao lado de todo o muro de vedação, há uma vala em "forma de V" com quatro metros de largura e três de profundidade. Depois das valas, existe um talude de basalto, com três metros de altitude acima do nível do terreno. Em cada canto, e no meio duas taludes, existem torres de vigia, havendo também, nas taludes, uma plataforma para as sentinelas. O exterior do campo era dedicado à habitação dos guardas e funcionamento administrativo e logístico, existindo várias estruturas dedicadas ao funcionamento do campo e aos funcionários. É circunscrito por uma paisagem montanhosa.
Tem como construções o muro envolvente, a central elétrica, a moradia de encarregado de central elétrica, moradia de um guarda da PSP de Angola e moradia do subchefe da PSP de Angola, as moradias dos enfermeiros, duas moradias, cada uma delas de três guardas da PSP de Cabo Verde, as moradias dos motoristas, as moradias de três guardas da PSP de Angola, as arrecadações, a caserna dos soldados, o refeitório e salas dos soldados, a cozinha, a capela, o parque de viaturas militares, o aquartelamento dos guardas auxiliares e antiga padaria, a casa dos guardas no presídio, a sala de visita e logística, as celas dos presos, a enfermaria, dois pavilhões de múltiplas funções, a sala de leitura, a lavandaria, duas latrinas, e a "holandinha".

## Fundação e primeira fase, 1936-1954

### Fundação
O Campo de Concentração do Tarrafal foi estabelecido em 1936 pelo Decreto 26 539 de 23 de abril de 1936, no contexto da reorganização do sistema prisional do Estado Novo, com o objetivo de encarcerar presos políticos e sociais. A localização foi escolhida de forma estratégica, tanto por ser perfeita para que os testemunhos não viessem a público, tanto por ter um clima insalubre, com pouca água potável, e muitos mosquitos em épocas chuvosas, que facilitavam o aparecimento de doenças e do qual morreram muitos prisioneiros. A construção foi incumbência do Ministério das Obras Públicas e Telecomunicações, e o projeto foi elaborado por Cottinelli Telmo, com o nome de "Colónia Penal de Cabo Verde". Cândido de Oliveira afirma que não foi difundido o verdadeiro objetivo da construção por receio da opinião pública portuguesa e internacional. De acordo com o "Dossier do Tarrafal" da Editorial "Avante!", a maioria dos guardas eram membros da PSP ligados à PVDE e à Legião Portuguesa.

### Objetivos
A "Colónia Penal do Tarrafal" foi apelidada pelos reclusos como campo de concentração por ser análoga aos campos de concentração nazis, sendo mais notoriamente conhecido como "Campo da Morte Lenta", já que tinha como principal objetivo aniquilar física e psicologicamente os opositores portugueses e africanos à ditadura Salazarista, afastando-os do resto do Mundo, em condições subhumanas de cativeiro, maus tratos e insalubridade. Na primeira fase, de 1936 a 1954, era local prisional para os opositores do regime fascista de Portugal. O historiador Fernando Rosas considera o Tarrafal o "pico da repressão em Portugal" e a "forma mais brutal de repressão que o fascismo encontrou" contra os resistentes, sendo "um terreno onde se junta a luta dos antifascistas portugueses com a luta dos anticolonialistas ou os patriotas dos movimentos de libertação nacional". A maneira do Tarrafal atuar e a sua forma de tratar presos era semelhante à de outros campos de concentração existentes naquela altura. Diariamente, os reclusos eram submetidos a castigos, tortura, trabalhos forçados, má alimentação e falta de assistência médica. Grande parte das detenções eram arbitrárias.

### A Primeira Fase
Abertura

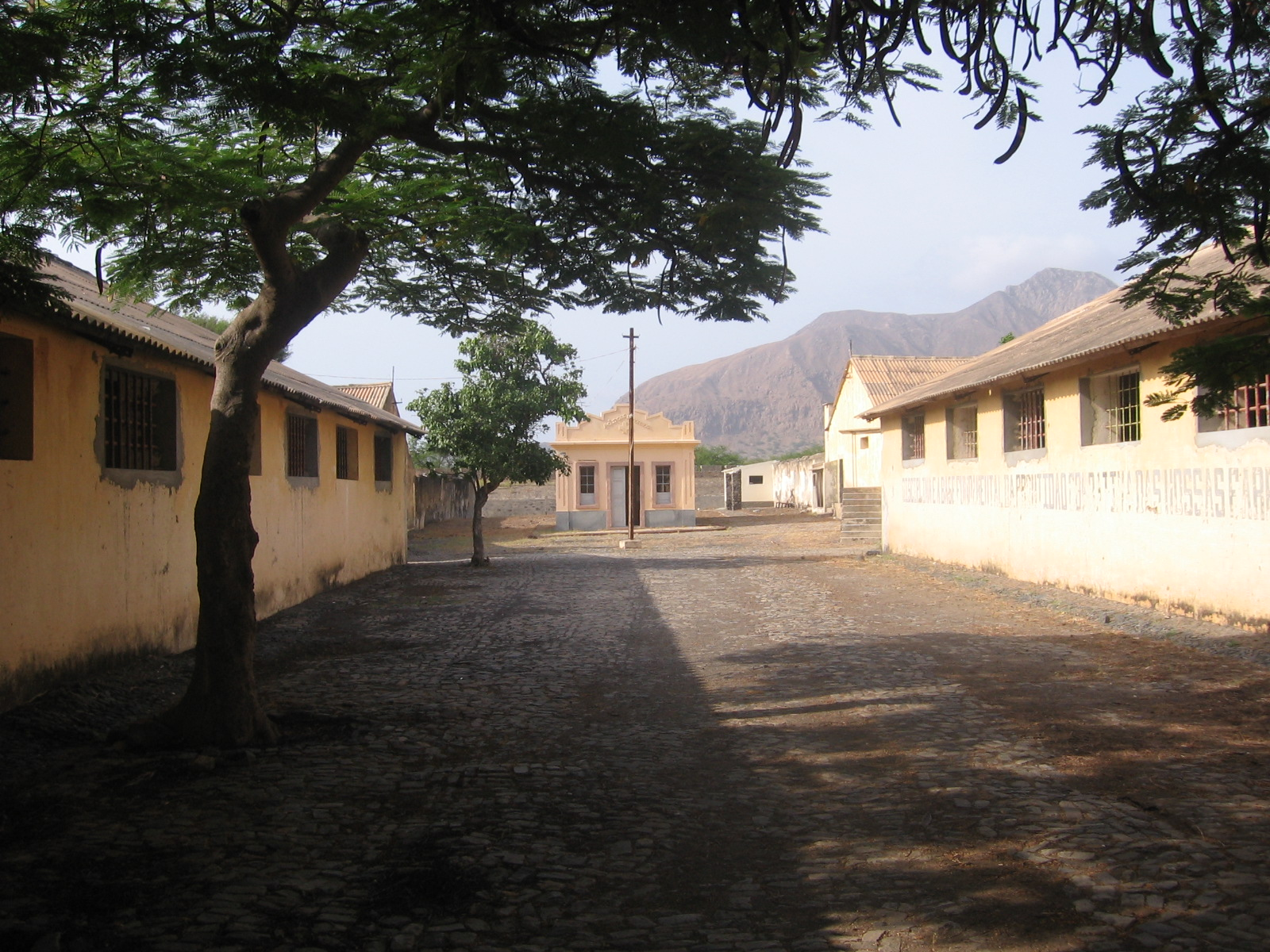
Edifícios das celas coletivas do Campo do Tarrafal

A primeira fase decorreu de 1936 a 1954. Em 29 de outubro de 1936, chegaram os primeiros 157 presos políticos portugueses vindos de Lisboa, antifascistas, sendo 37 deles grevistas participantes na greve de 18 de janeiro de 1934 da Marinha Grande, e alguns participantes na Revolta dos Marinheiros de 1936, organizada pela Organização Revolucionária da Armada, ligada ao Partido Comunista Português. No começo, as instalações eram simples tendas de lona com capacidade de alojar doze presos, sem quaisquer condições, e o campo era circunscrito por arame farpado e uma vala de quatro metros de altura. Os edifícios de madeira eram reservados à secretaria e ao armazém. Isto deu-se concomitantemente à construção dos barracões. A eletricidade, a renovação do ar e a proteção contra os elementos naturais, principalmente ao sol — que é "insuportável devido às condições climáticas do país" — eram inexistentes. De acordo com Cândido de Oliveira, o arame farpado barrava qualquer contacto direto com o exterior, apesar de permitir ainda contacto visual. Manuel Francisco Rodrigues afirma que a construção de taludes beneficiou os guardas, limitou o espaço, e aumentou a tortura psicológica sobre os presos. O único edifício de pedra era a cozinha, que estava parcialmente construída.
Diretor
Manuel dos Reis, diretor do campo durante vários anos, recebia os prisioneiros políticos dizendo "Quem vem para o Tarrafal vem para morrer!".
Dois primeiros anos
Os dois primeiros anos de prisão foram divididos em duas fases: na primeira, denominada "brigada brava", eram submetidos a trabalhos forçados durante 45 dias, sobre uma temperatura elevadíssima, para construir os muros do campo de concentração, a estrada, entre outros. Na segunda, denominada "período agudo", que começou em 1937, foi quando começaram a aparecer as primeiras doenças — como a malária, a biliosa e outras doenças infeciosas — e neste período morreram sete prisioneiros. Em 1937 chega o primeiro médico, mas, não tendo medicamentos para curar os presos, limitava-se a só passar as certidões de óbito, tendo hoje uma citação sua em museu: "Não estou aqui para curar, mas para assinar certidões de óbito".
Organização Comunista Prisional do Tarrafal

Foto do cemitério do Campo de Concentração do Tarrafal

No campo de concentração do Tarrafal encontravam-se vários dirigentes e quadros comunistas de primeira linha, sujeitos a vários tipos de tortura, desde o seu estabelecimento em 1936. Devido à grande quantidade de comunistas que chegavam ao campo, foi rapidamente criada Organização Comunista Prisional do Tarrafal (OCTP). Aqui, os presos pretendiam manter o debate político, a formação doutrinária, analisar e sistematizar a sua própria experiência histórica recente, seja a situação política ou partidária. No entanto, deparavam-se com várias dificuldades, nomeadamente a falta de papel e lápis. Às vezes, o isolamento era tão grande que qualquer informação sobre o que se passava no mundo era aproveitada, até pedaços de papel perdidos no chão. Na maioria das vezes, o jornal havia sido usado como papel higiénico, o que ganhou o nome entre os presos de "rádio merda", sendo aproveitado vivamente como fonte de informação.
Após 6 anos preso no Tarrafal, em 1942 morre o dirigente do Partido Comunista Português, Bento Gonçalves, junto com mais 4 militantes.
Arbitrariedade
De acordo com a Comissão do Livro Negro sobre o Regime Fascista, não foi encontrada a ficha prisional de alguns prisioneiros enviados para o Tarrafal, dizendo que, ao examinar as fichas existentes, "logo se verifica que muitos deles não foram sequer julgados e que outros, apesar de condenados, o não foram a pena de degredo". Em 1944, dos 226 aprisionados no local, 72 não tinham sido julgados e 55 já tinham ultrapassado o tempo de pena que lhes fora sentenciado.
Fecho
Em janeiro de 1954 é encerrado, com o ganho de influência de forças antifascistas portuguesas e à derrota do nazifascismo na Segunda Guerra Mundial.

#### A "Frigideira"
A "Frigideira" tinha o objetivo de punir os prisioneiros que desobedecessem às regras. Também conhecida como "câmara de eliminação", ou "câmara das torturas", era a forma de castigo que mais infundia medo nos prisioneiros. Segundo Pedro Martins, a "Frigideira" foi criada com a chegada do segundo grupo de prisioneiros, onde as punições aumentavam cada vez mais, e tinha o objetivo de rapidamente eliminar fisicamente os antifascistas. Antes de entrarem, eram completamente despidos.
Aqui, os presos só comiam pão e água, de dois a dois dias. A tortura era assim exacerbada junto com a fome. Foi descrito como "um caminho aberto para a morte num lugar isolado de tudo e de todos". Aqui, entre 1937 a 1944, morreram 30 presos, 45 adoeceram com biliosas, tendo 14 morrido, e 52 tiveram doenças pulmonares. Ao todo, são contabilizados 2824 dias passados na "Frigideira" pelo atual Museu da Resistência.
Devido à forte pressão da comunidade internacional, com a derrota das potências do eixo na segunda guerra mundial, a "Frigideira" foi demolida e enterrada em São Miguel. Em cima do seu antigo local de construção, foi construída depois do derrube do Estado Novo uma capela em memória dos que lá passaram. Na segunda fase, é substituída pela "Holadinha".

## A Segunda Fase e encerramento, 1954-1974

### A segunda fase
Abertura

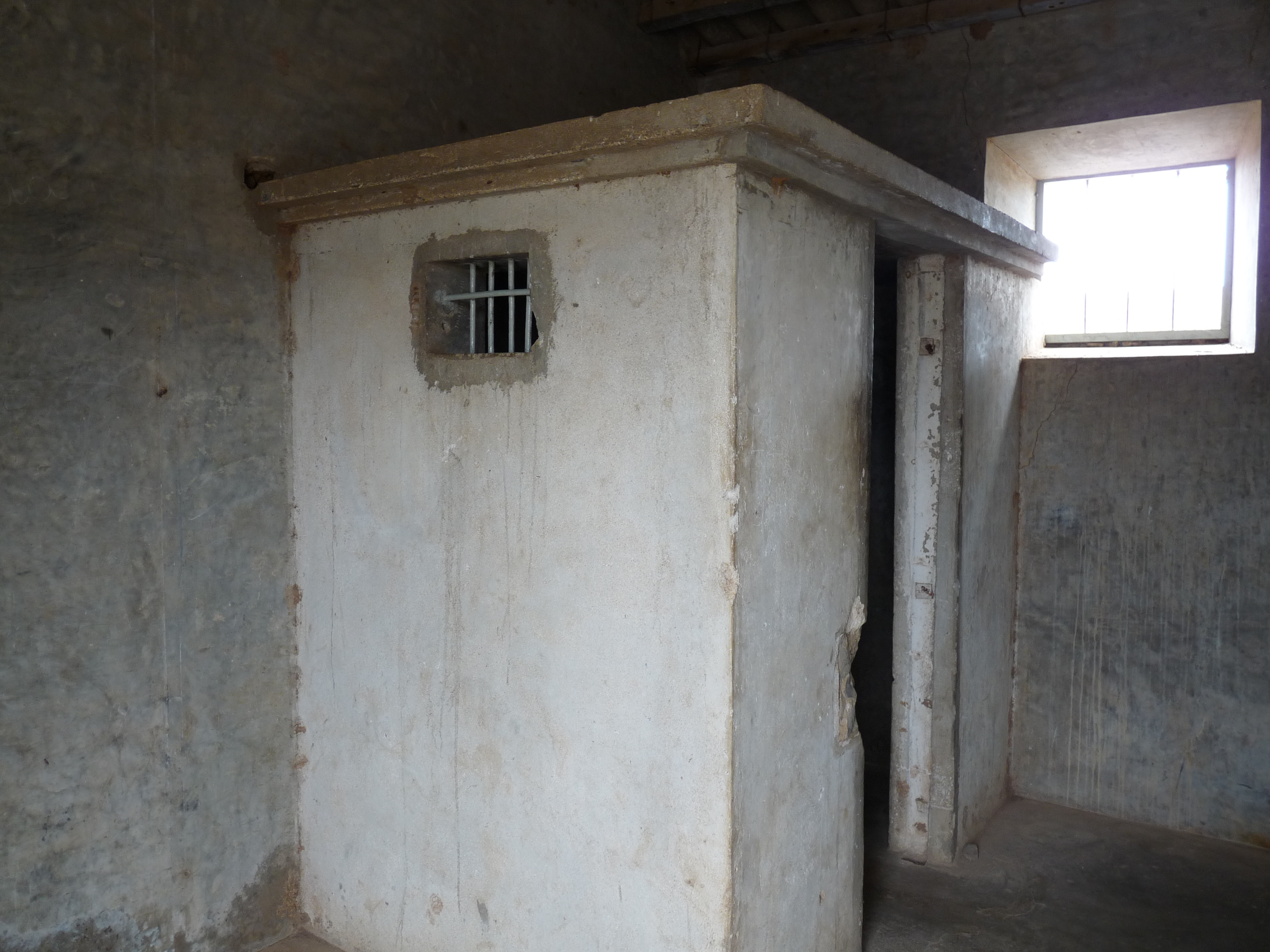
Fotografia da "Holandinha"

Em 14 de abril de 1961, o campo é reaberto como campo de trabalho pelo Ministério do Ultramar, rotulado com o nome "Campo de Trabalho de Chão Bom". Esta fase coincidiu com a construção dos primeiros pavilhões de pedra e a reconfiguração das proteções em forma de fortaleza. Tinha o objetivo de prender militantes da guerra de libertação nacional da guerra colonial portuguesa de Angola, Guiné-Bissau e Cabo Verde, isolando-os e torturando-os.
Expansão
Em 17 de julho de 1961 é ampliado, em 1962 são construídos novos edifícios, e em 1967 foi construída uma muralha para aumentar a segurança.
Prisioneiros
No total, estiveram presentes no Tarrafal cerca de 230 anticolonialistas africanos, dos quais 106 angolanos, 100 guineenses e 20 cabo-verdianos, tendo morrido um angolano e dois guineenses na sequência de doença e maus tratos.

#### A "Holandinha"
A "Holandinha", como foi apelidada pelos presos Cabo-verdianos, foi a estrutura de betão que substituiu a "Frigideira" da primeira fase. Adquiriu o nome "holandinha" em referência à Holanda, para onde partiam muitos cabo-verdianos. Com um tamanho de 1,76 x 1,05 x 1,79, tinha como objetivo ser "um autêntico forno". É descrita como "pouco mais alta que um homem em pé, pouco mais comprida que um homem deitado, pouco mais larga que um homem sentado, com uma pequena janela gradeada".

### Encerramento

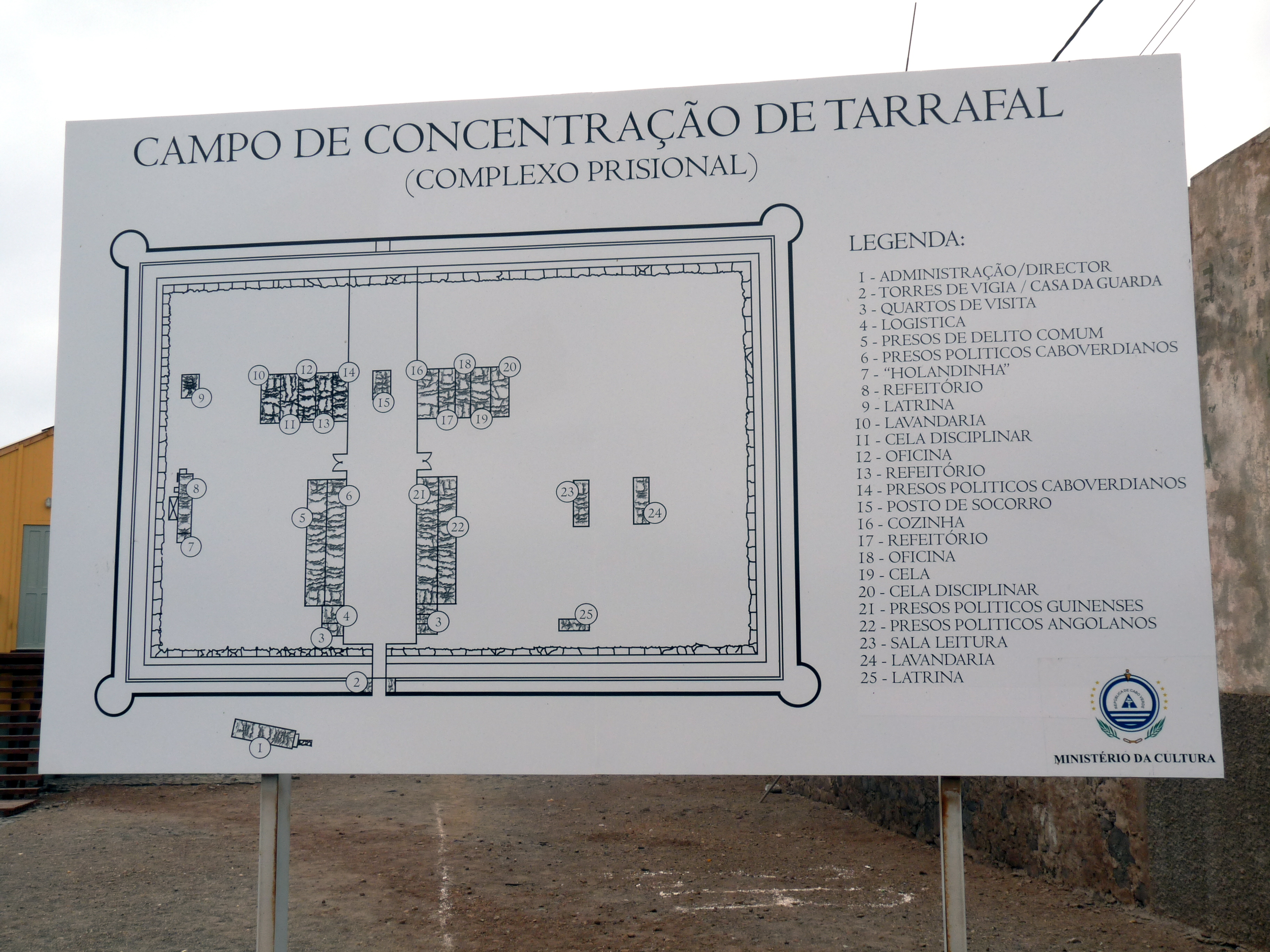
Planta do Campo de Concentração

No seguimento da revolução de 25 de abril de 1974 e com o fim da ditadura do Estado Novo, o campo é encerrado definitivamente a 1 de maio de 1974.

### Pós-independência
Entre 1975 e 1985, passou a funcionar como centro de recrutamento e quartel militar, mas ficou abandonado após o seu encerramento. Em 2009 foi transformado no Museu da Resistência, e atualmente decorre um projeto que tem o objetivo de concorrer à Lista do Património Mundial da UNESCO. É o museu mais visitado do país, com mais de 9 000 visitas anuais. O Museu da Resistência integra-se no projeto de preservação e musealização do ex-Campo de Concentração do Tarrafal para dar dignidade ao espaço e às memórias das vítimas. A responsabilidade da sua gestão e conservação foi atribuída ao Instituto de Investigação do Património Cultural (IIPC).

## Relatos

### A "Frigideira"
Pedro Martins descreveu a "Frigideira" como:
"Esta prisão chama-se 'frigideira'. A luz e o ar entram através de três buracos feitos na pesada porta de ferro e por um pequeno retângulo, aberto junto ao teto. Durante o dia, o sol quente dos trópicos aquece as portas e as paredes deste pequeno túmulo. O ar aquece lá dentro. O calor torna-se insuportável. Os presos despem-se, mas o calor não deixa de os torturar. Dos seus corpos cansados cai o suor em bica. Se são muitos, condensam-se no teto gotas de água, e quando caem, longe de serem um alívio, são uma tortura. (…) De noite, os mosquitos vêm. Da picada do mosquito surge a febre, da febre vem a morte pela biliosa e pela perniciosa. Não são raros os casos de presos levados dali em braços ou amparados"

"Um pequeno bloco de forma retangular feito de betão com seis metros de comprimentos por três de largura e três de altura dividida em duas partes de forma a obter duas celas. A única porta que possuía era forma de porta de navios com uma dimensão de 1,70 X 0,60 metros, com duas ordens de buracos de meia polegada e uma fresta divisória de 50 centímetros de comprimentos por cima da porta. Este espaço foi construído de uma forma estratégica longe de qualquer ponto de sombra. A temperatura variava entre 50 a 60 graus de tal modo, que a transpiração dos presos saia do corpo como uma gordura de toucinho na brasa"

### Segunda fase
Segundo Pedro Martins, então preso político Cabo Verdiano, o Campo de Concentração era "um sítio planificado, desenhado e construído para fazer sofrer as pessoas". Segundo o mesmo, o local de detenção dos cabo-verdianos era tão pequeno que se acomodavam "como sardinhas enlatadas". Referente à alimentação, diz que "[c]achupa com uns vestígios de atum era-nos servida diariamente", havendo variação mínima, e que quando se recusavam a comer peixe estragado "que nem os cães seriam capazes de comer", eram-lhes cortadas as refeições.

### Após a revolução
O angolano Joel Pessoa refere-se à revolução de 25 de abril de 1974 afirmando que "[o] Tarrafal era uma prisão para o resto da vida. Se não fosse o 25 de abril iríamos morrer todos lá".

## Mortos no Tarrafal
Foram 37 os prisioneiros políticos que morreram no Tarrafal, 34 portugueses, um oriundo da Província Ultramarina de Angola, e dois da Guiné Portuguesa. Os 34 mortos portugueses só depois da revolução de 25 de abril de 1974, e do fechamento do campo a 1 de maio, puderam ter os seus corpos retornados a Portugal:

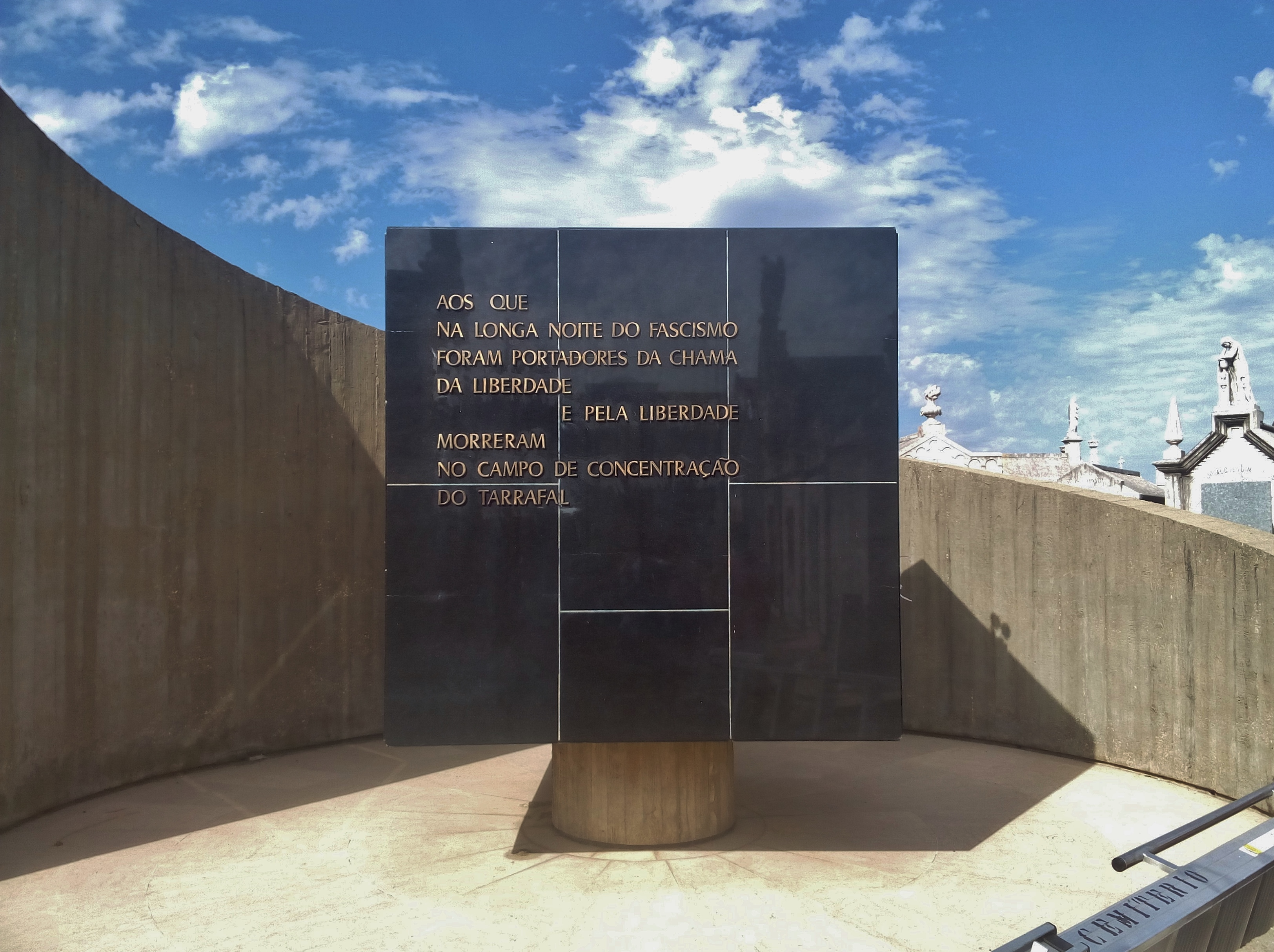
Jazigo dos mortos no Campo de Concentração do Tarrafal em Cemitério do Alto de São João, Lisboa, Portugal. Lê-se na inscrição: "AOS QUE / NA LONGA NOITE DO FASCISMO / FORAM PORTADORES DA CHAMA / DA LIBERDADE / E PELA LIBERDADE / MORRERAM / NO CAMPO DE CONCENTRAÇÃO / DO TARRAFAL".

Manifestação popular aquando da trasladação dos corpos do Tarrafal

- Francisco José Pereira: Marinheiro, 28 anos (Lisboa, 1909 - Tarrafal 20 de Setembro de 1937)

- Pedro de Matos Filipe: Descarregador, 32 anos (Almada, 19 de Junho de 1905 - Tarrafal, 20 de Setembro de 1937)
- Francisco Domingues Quintas: Industrial, 48 anos (Grijó, Vila Nova de Gaia, Abril de 1889 - Tarrafal, 22 de Setembro de 1937) Francisco do Nascimento Esteves
- Rafael Tobias Pinto da Silva: Relojoeiro, 26 anos (Lisboa, 1911 - Tarrafal 22 de Setembro de 1937)
- Augusto Costa: Operário vidreiro (Leiria, ? - Tarrafal, 22 de Setembro de 1937)
- Cândido Alves Barja: Marinheiro, 27 anos (Castro Verde, Abril de 1910 - Tarrafal, 29 (24?) de Setembro de 1937)
- Abílio Augusto Belchior: Marmorista, 40 anos (?, 1897 - Tarrafal, 29 de Outubro de 1937)
- Francisco do Nascimento Esteves: Torneiro mecânico, 24 anos (Lisboa, 1914 - Tarrafal, 21 (29?) de Janeiro de 1938)
- Arnaldo Simões Januário: Barbeiro, 41 anos (Coimbra, 1897 - Tarrafal, 27 de Março de 1938)
- Alfredo Caldeira: Pintor decorador, 30 anos (Lisboa, 1908 - Tarrafal, 1 de Dezembro de 1938)
- Fernando Alcobia: Vendedor de jornais, 24 anos (Lisboa, 1915 - Tarrafal, 19 de Dezembro de 1939)
- Jaime da Fonseca e Sousa: Impressor, 38 anos (Tondela, 1902 - Tarrafal, 7 de Julho de 1940)
- Albino António de Oliveira Coelho: Motorista, 43 anos (?, 1897 - Tarrafal, 11 de Agosto de 1940)
- Mário dos Santos Castelhano: Empregado de escritório, líder da Confederação Geral do Trabalho, 44 anos (Lisboa, Maio de 1896 - Tarrafal, 12 de Outubro de 1936)
- Jacinto de Melo Faria Vilaça: Marinheiro, 26 anos (?, Maio de 1914 - Tarrafal, 3 de Janeiro de 1941)
- Casimiro Júlio Ferreira: Funileiro, 32 anos (Lisboa, 4 de Fevereiro de 1909 - Tarrafal, 24 de Setembro de 1941)
- Albino António de Oliveira de Carvalho: Comerciante, 57 anos (Póvoa do Lanhoso, 1884 - Tarrafal, 22 (23?) de Outubro de 1941)
- António Guedes de Oliveira e Silva: Motorista, 40 anos (Vila Nova de Gaia, 1 de Maio de 1901 - Tarrafal, 3 de Novembro de 1941)
- Ernesto José Ribeiro: Padeiro ou servente de pedreiro, 30 anos (Lisboa, Março de 1911 - Tarrafal, 8 de Dezembro de 1941)
- João Lopes Dinis: Canteiro, 37 anos (Sintra, 1904 - Tarrafal, 12 de Dezembro de 1941)
- Henrique Vale Domingues Fernandes: Marinheiro, 28 anos (?, Agosto de 1913 - Tarrafal, 7 de Janeiro (Julho?) de 1942)
- Bento António Gonçalves: Torneiro mecânico, dirigente do Partido Comunista Português, 40 anos (Fiães do Rio (Montalegre), 2 de Março de 1902 - Tarrafal, 11 de Setembro de 1942)
- Damásio Martins Pereira: Operário (? - Tarrafal, 11 de Novembro de 1942)
- António de Jesus Branco: Descarregador, 36 anos (Carregosa, 25 de Dezembro de 1906 - Tarrafal, 28 de Dezembro de 1942)
- Paulo José Dias: Fogueiro marítimo, 39 anos (Lisboa, 24 de Janeiro de 1904 - Tarrafal, 13 de Janeiro de 1943)
- Joaquim Montes: Operário corticeiro, 30 anos (Almada, 11 de Setembro de 1912 - Tarrafal, 14 de Fevereiro de 1943)
- Manuel Alves dos Reis (? - Tarrafal, 11 de Junho de 1943)
- Francisco Nascimento Gomes: Condutor, 34 anos (Vila Nova de Foz Côa, 28 de Agosto de 1909 - Tarrafal, 15 de Novembro de 1943)
- Edmundo Gonçalves: 44 anos (Lisboa, Fevereiro de 1900 - Tarrafal, 13 de Junho de 1944)
- Manuel Augusto da Costa: Pedreiro (Seixal - Tarrafal, 3 de Junho de 1945)
- Joaquim Marreiros: Marinheiro, 38 anos (Lagos, 1910 - Tarrafal, 3 de Novembro de 1948)
- António Guerra: Empregado de comércio, 35 anos (Marinha Grande, 23 de Junho de 1913 - Tarrafal, 28 de Dezembro de 1948)

## Cultura

### Músicas
O Partido Africano para a Independência da Guiné e Cabo Verde, num disco de canções de protesto que patrocinou em 1973, está incluída a "Seis one na Tarrafal" (Seis anos no Tarrafal), onde é denunciada a situação vivida no Campo de Concentração. Em 1980, Jaqueline Fortes inclui a música Seis One na Tarrafal no seu primeiro disco.

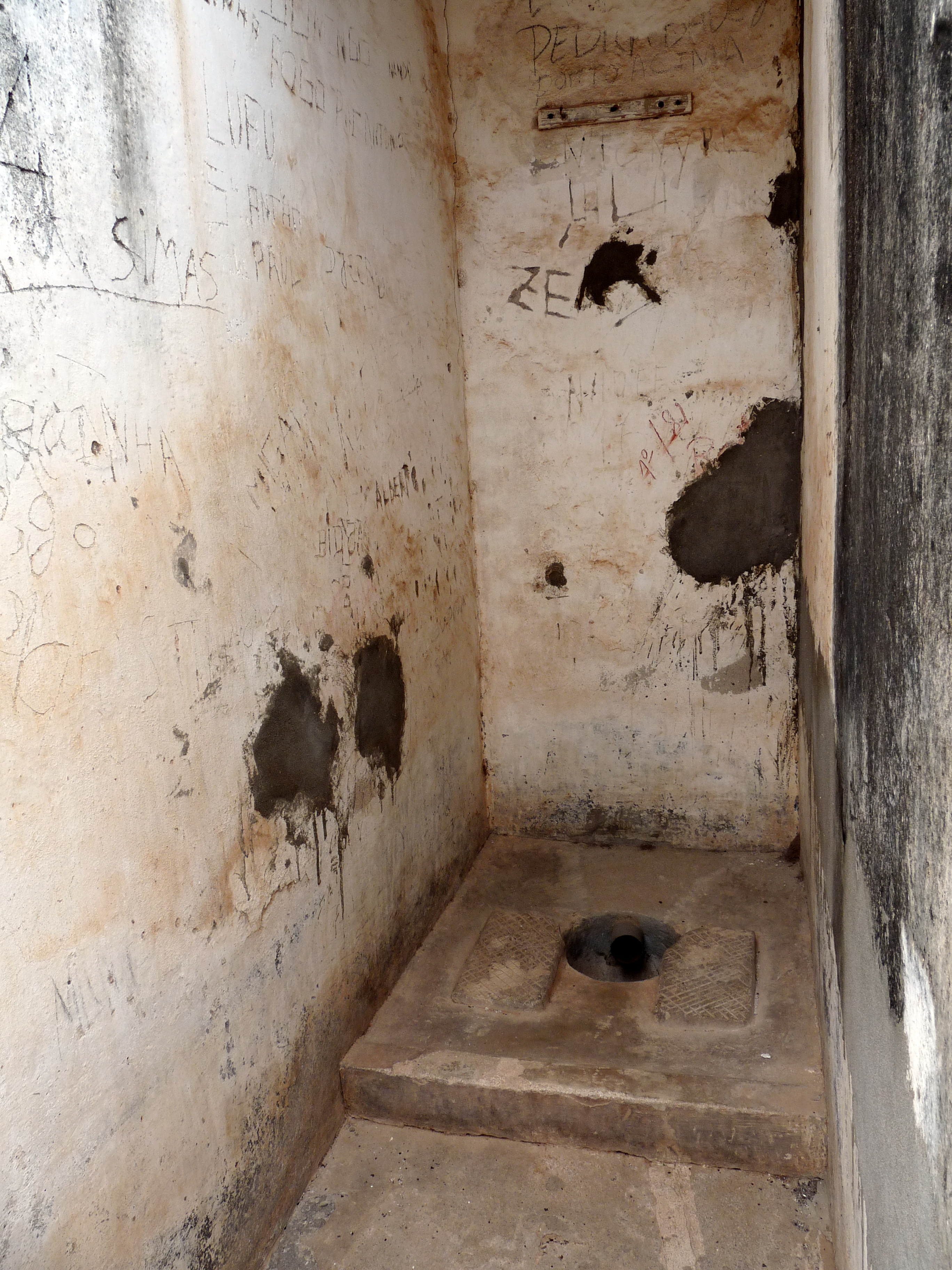
Latrina do Campo de Concentração do Tarrafal

### Documentários

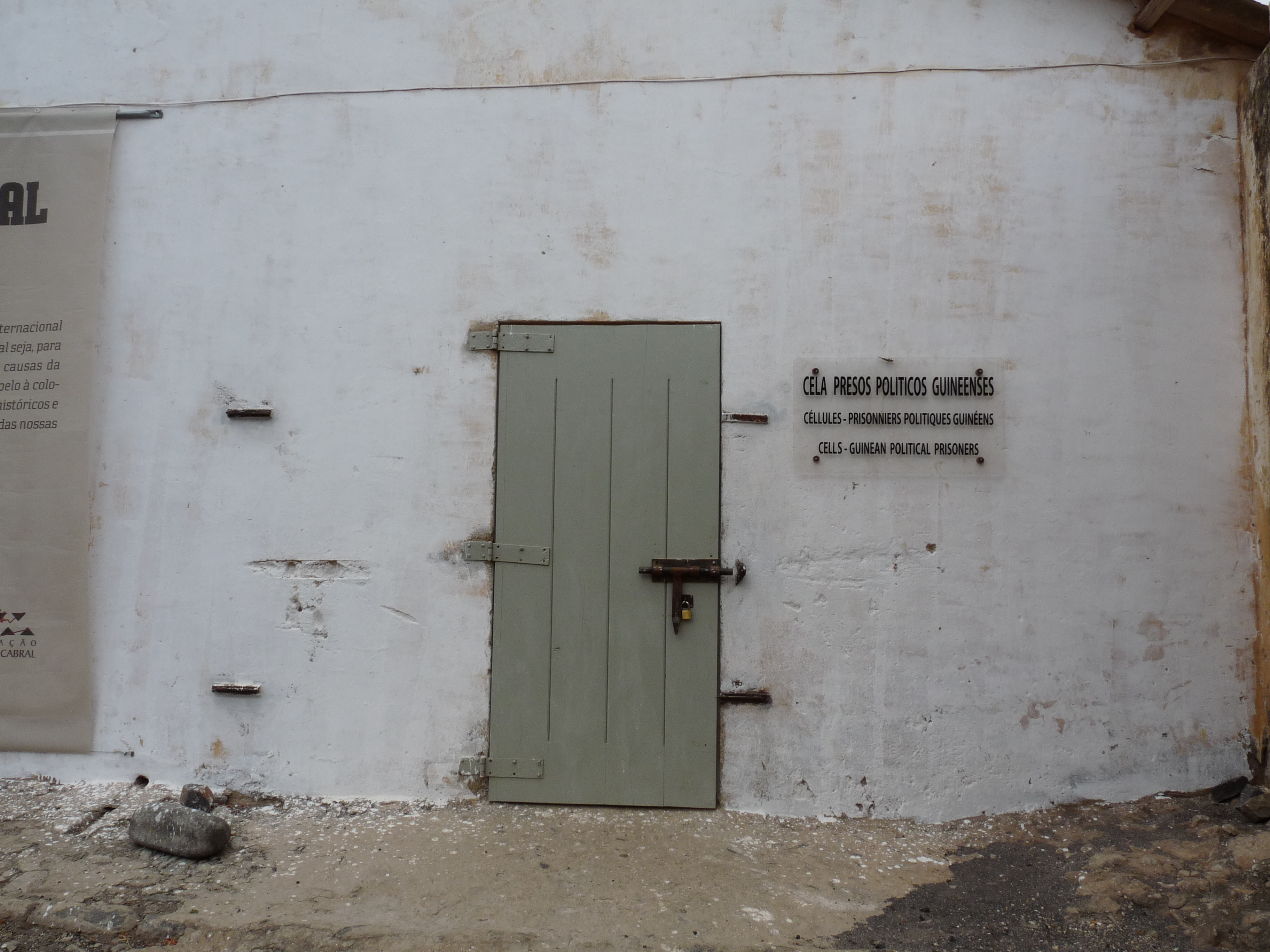
Cela dos presos políticos guineenses

- Tarrafal: Memórias do Campo da Morte Lenta, realizado por Diana Andringa (2011).[13]

- Há 70 anos, o Tarrafal: Os últimos sobreviventes, autoria e realização de Fernanda Paraíso; produção da Take 2000/RTP.[38]
- Era Uma Vez... O Tarrafal; reportagem; produção da RTP (2017).[39]

### Livros
Em Portugal, é ampla a literatura relacionada com o Tarrafal, com livros de depoimentos de antigos prisioneiros, descrições do local e do ambiente político de então.

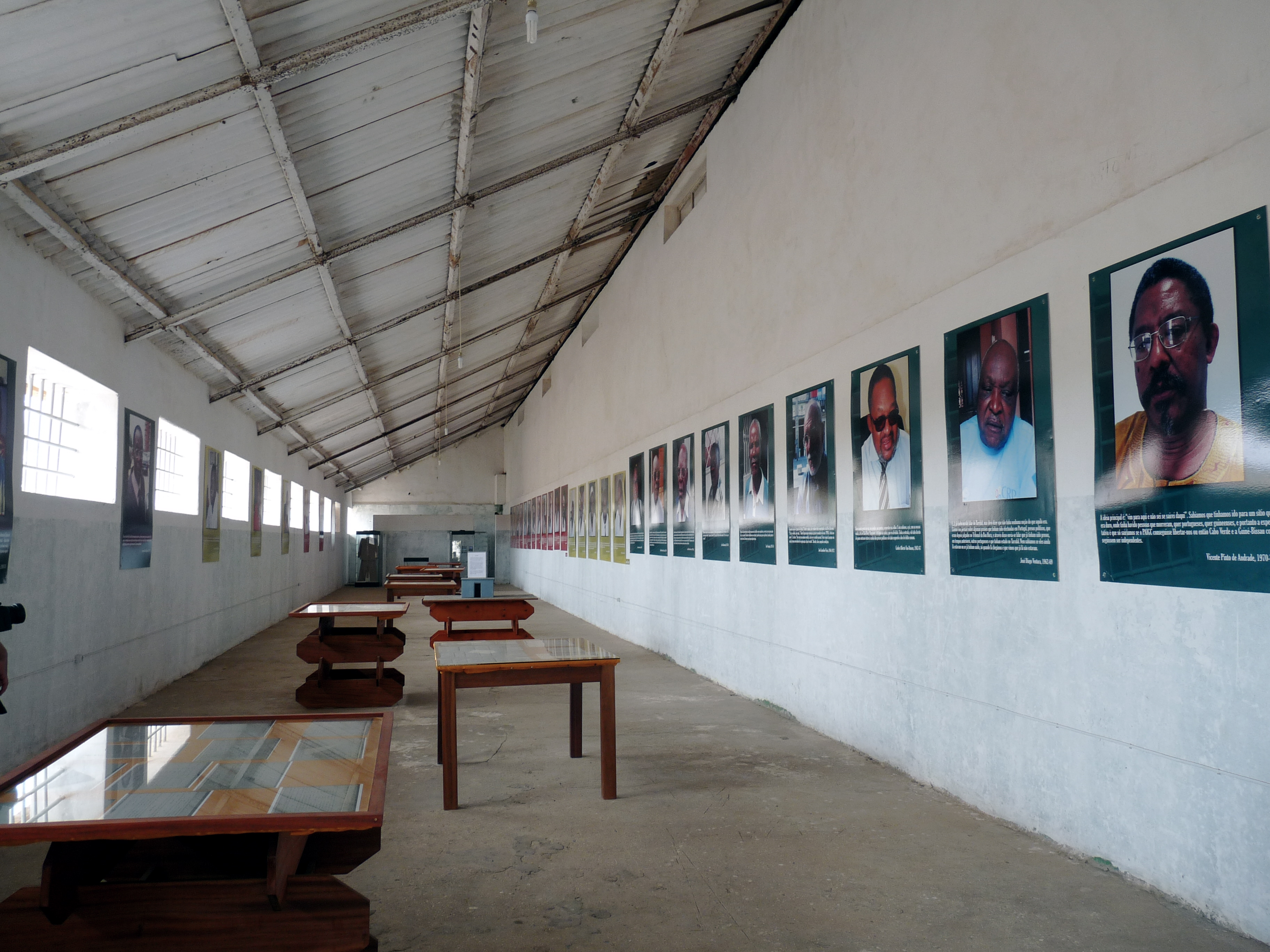
Interior do pavilhão dos presos angolanos

- Cândido de Oliveira, Tarrafal - O Pantano da morte, s.d.;
- Comissão de sobrevivente, Tarrafal aldeia da morte, s.d.;
- Cândido de Oliveira, Tarrafal - O Pantano da morte, s.d.;
- Comissão de sobrevivente, Tarrafal aldeia da morte, s.d.;
- Comissão de sobrevivente, Tarrafal campo de morte - Fascismo nunca mais, s.d.;
- Franco de Sousa (coord.), Tarrafal - testemunhos, 1938;
- Manuel Francisco Rodrigues, Tarrafal aldeia da morte, 1974;
- Fernando de Abrantes - Ferrão, Francisco Salgado Zenha, Levy Baptista, Manuel João da Palma Carlos, Angolanos no Tarrafal - alguns casos de habeas corpus, 1974;
- Pedro Soares, Tarrafal - campo de morte lenta, 1975;
- Correia Pires, Memórias de um prisioneiro do Tarrafal, 1975;
- Miguel Wagner Russell, Recordações dos tempos difíceis, 1976;
- Acácio Tomas de Aquino, O segredo das prisões atlânticas, 1978;
- Gilberto de Oliveira, Memória viva do Tarrafal, 1987;
- Coleção resistência, Dossier Tarrafal, 2006;
- José Manuel Soares Tavares, O Campo de Concentração do Tarrafal (1936 –1954) - A Origem e o quotidiano, 2006;
- Nelida Maria Freire Brito, Tarrafal na memória dos prisioneiros, 2006;
- Victor Barros, Campo de Concentração em Cabo Verde, 2009;
- Alfredo Caldeira e Álvaro Dantas Tavares (Coord.), Memória do Campo de Concentração do Tarrafal, 2009;
- Joana Pereira Bastos, Os Últimos Presos de Estado Novo, 2013;
- Joaquim Monteiro Martins, Memória de tortura e resistência, 2013;
- Edmundo Pedro, Memória: um combate pela liberdade, 2007;

- Francisco Canais Rocha, O Campo de Concentração do Tarrafal (1936-1954).
- Manuel Francisco Rodrigues, Tarrafal: o diário da B5. Porto, Brasília Editora, 1974.
- Francisco Soares, Tarrafal, campo da morte lenta. Lisboa, Editorial Avante!, 3.ª ed., 1977;
- José Manuel Soares Tavares, O Campo de Concentração do Tarrafal: a origem e o quotidiano (1936-1954), 2006;

## Galeria

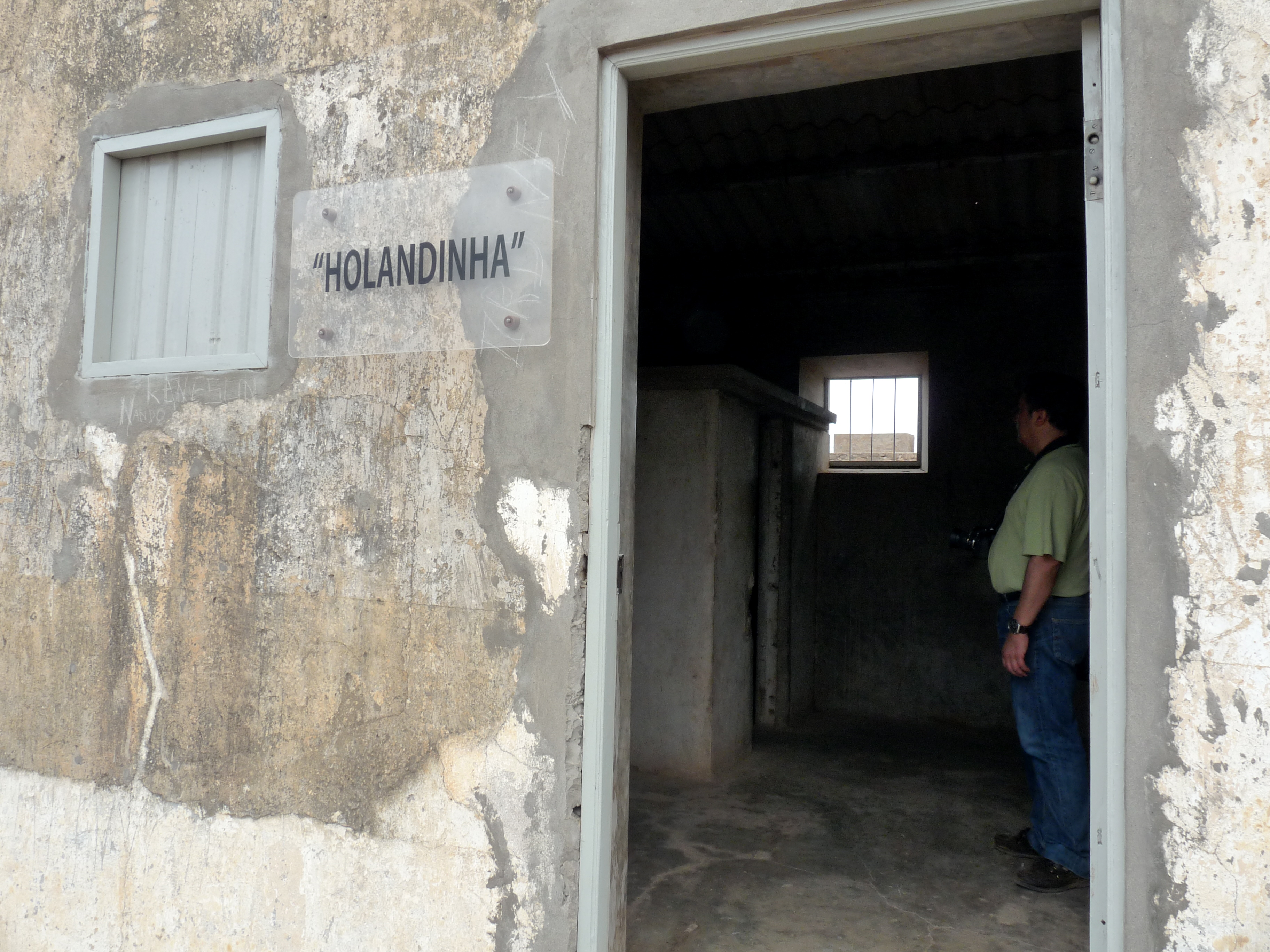
A «Holandinha»
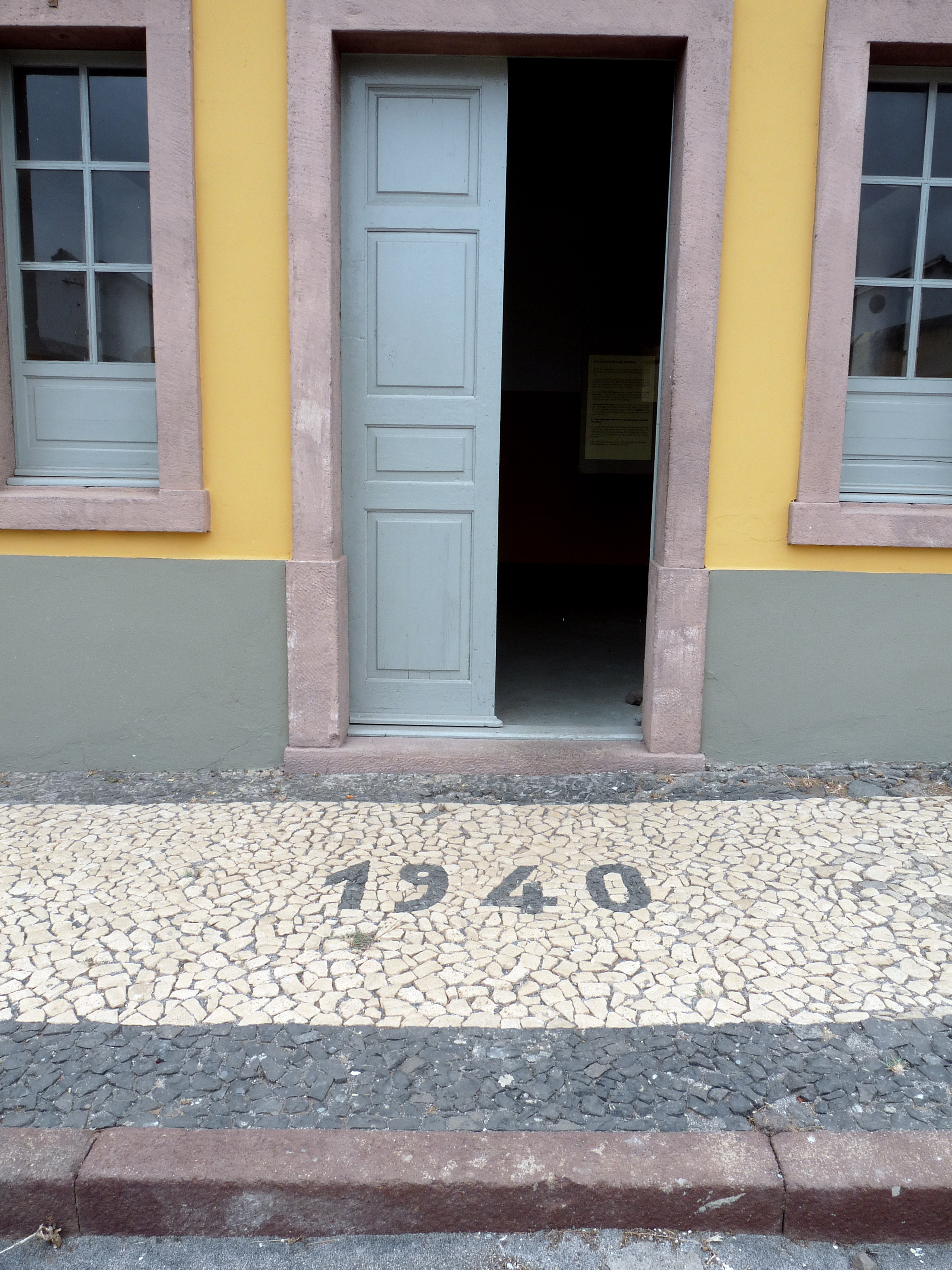
A entrada do «Hospital»
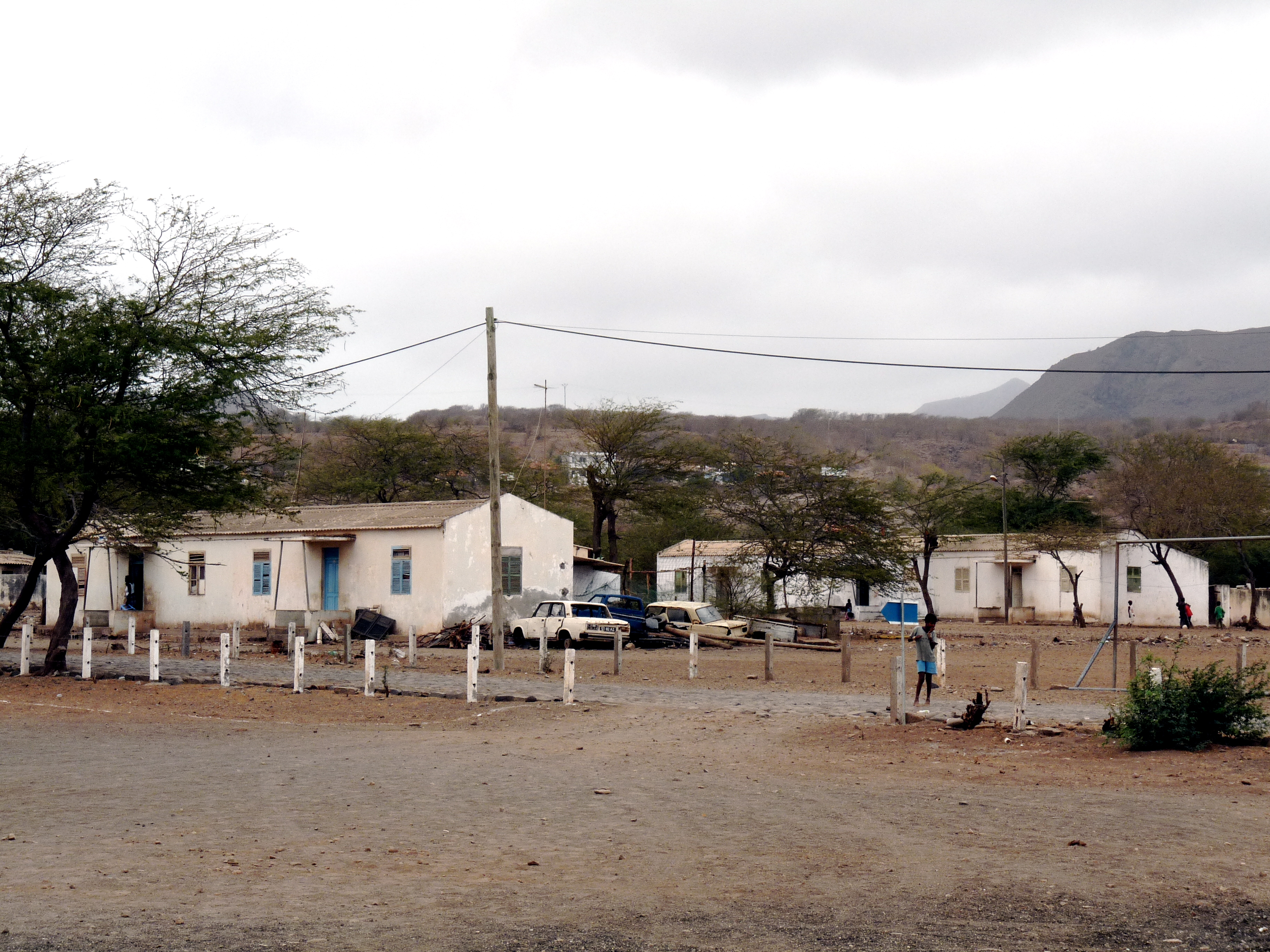
Exterior do Campo de Concentração
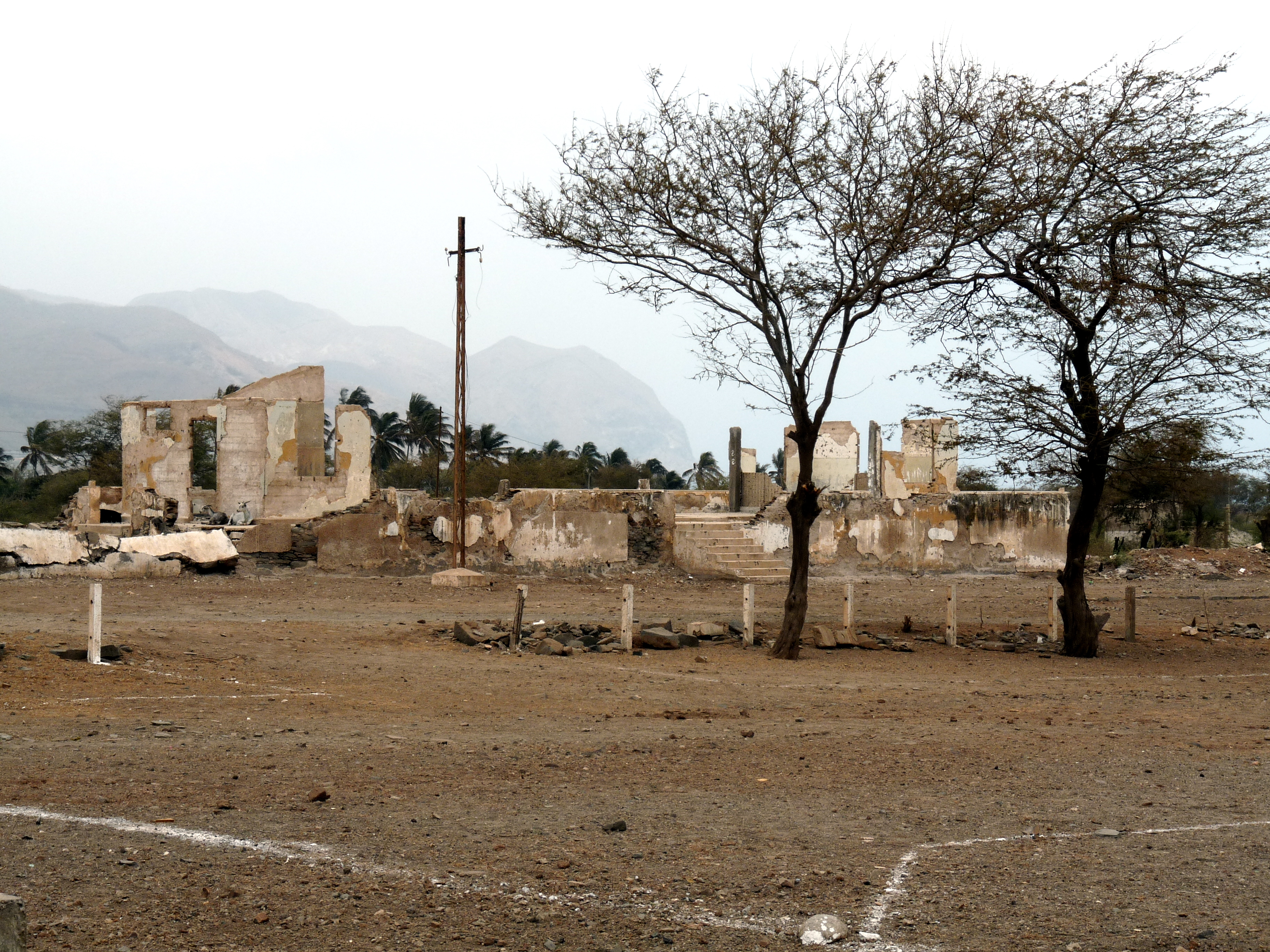
Exterior do Campo de Concentração
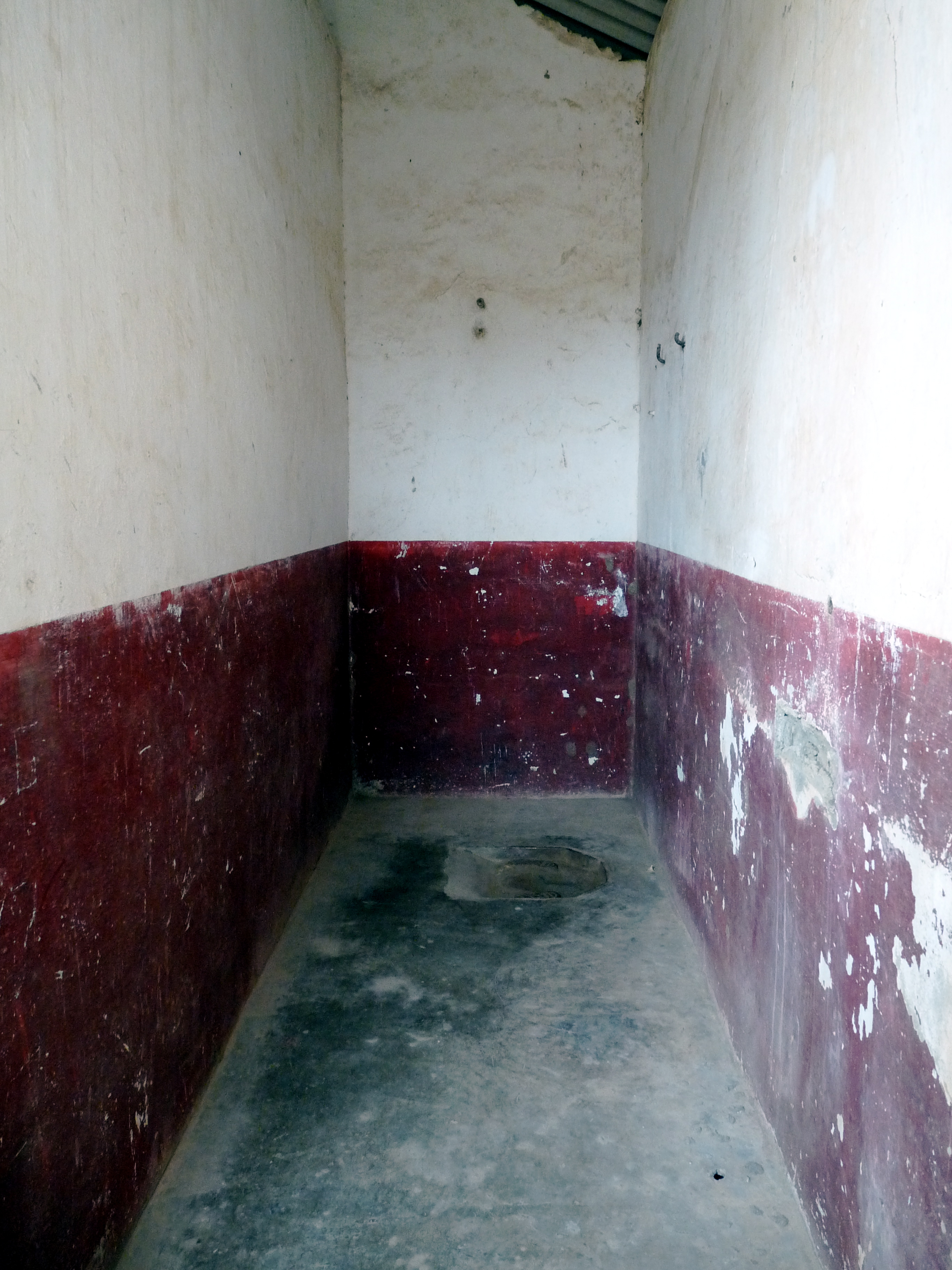
Latrina
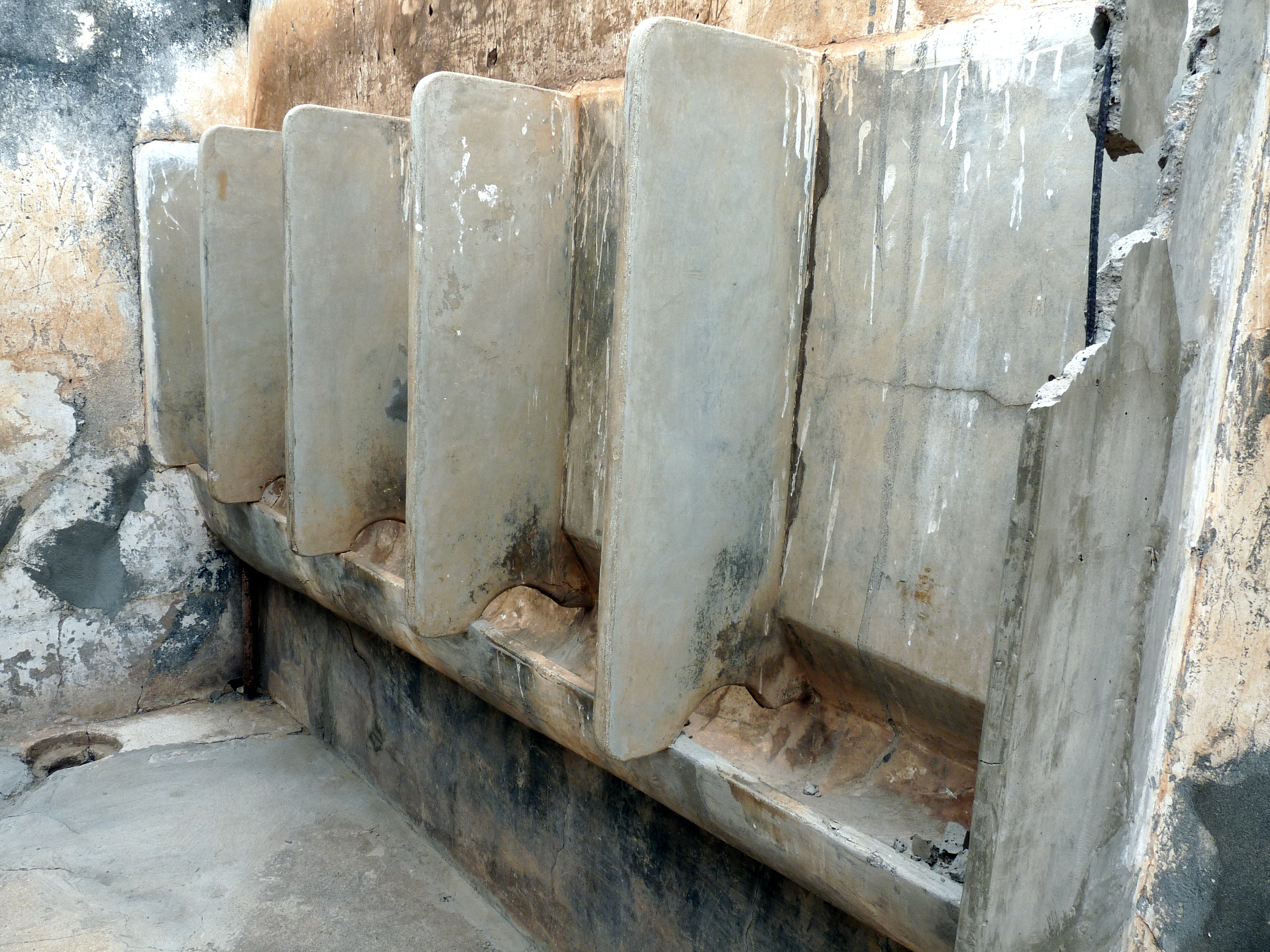
Latrinas
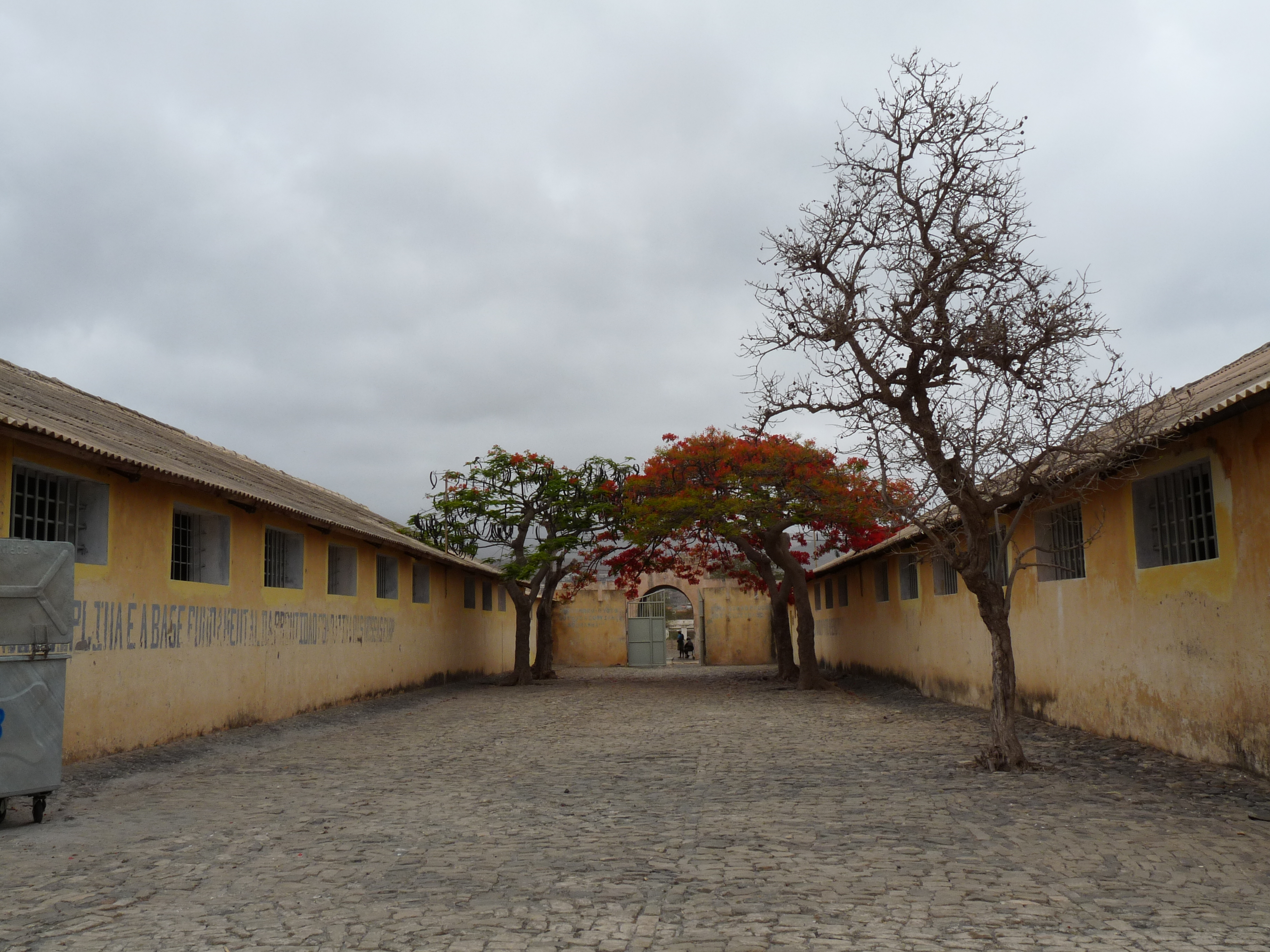
Portão do Campo de Concentração
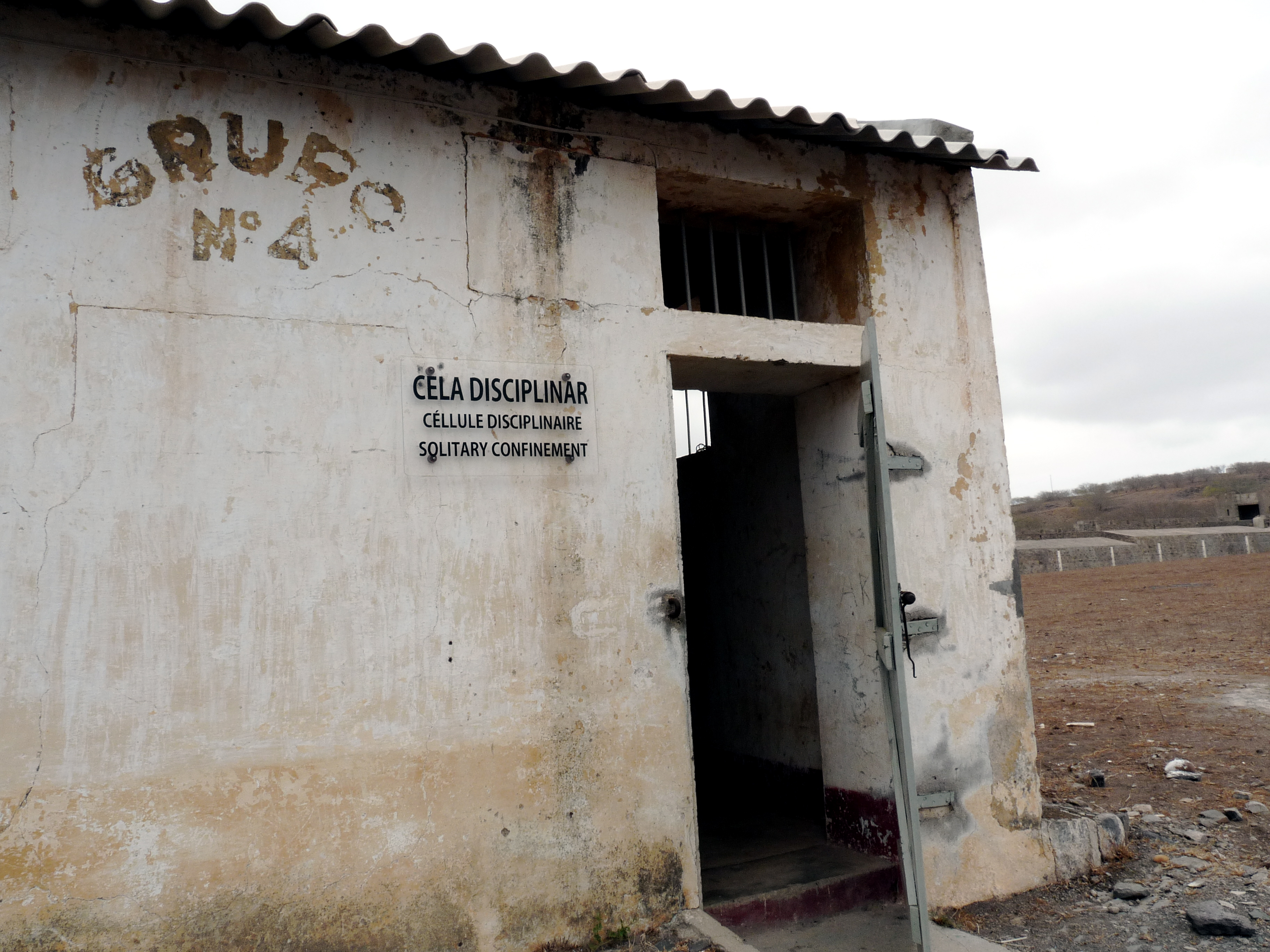
Cela disciplinar
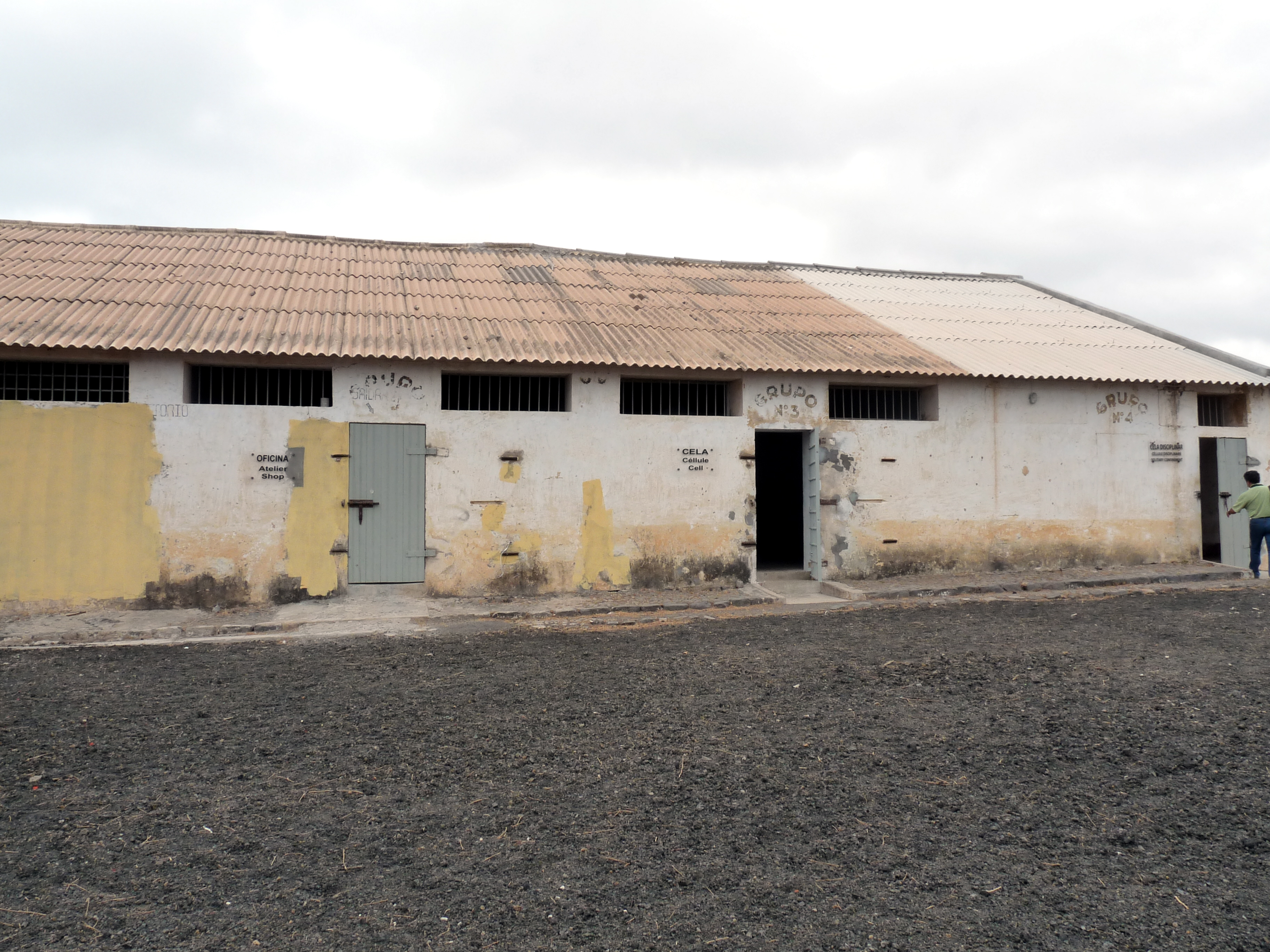
Edifício
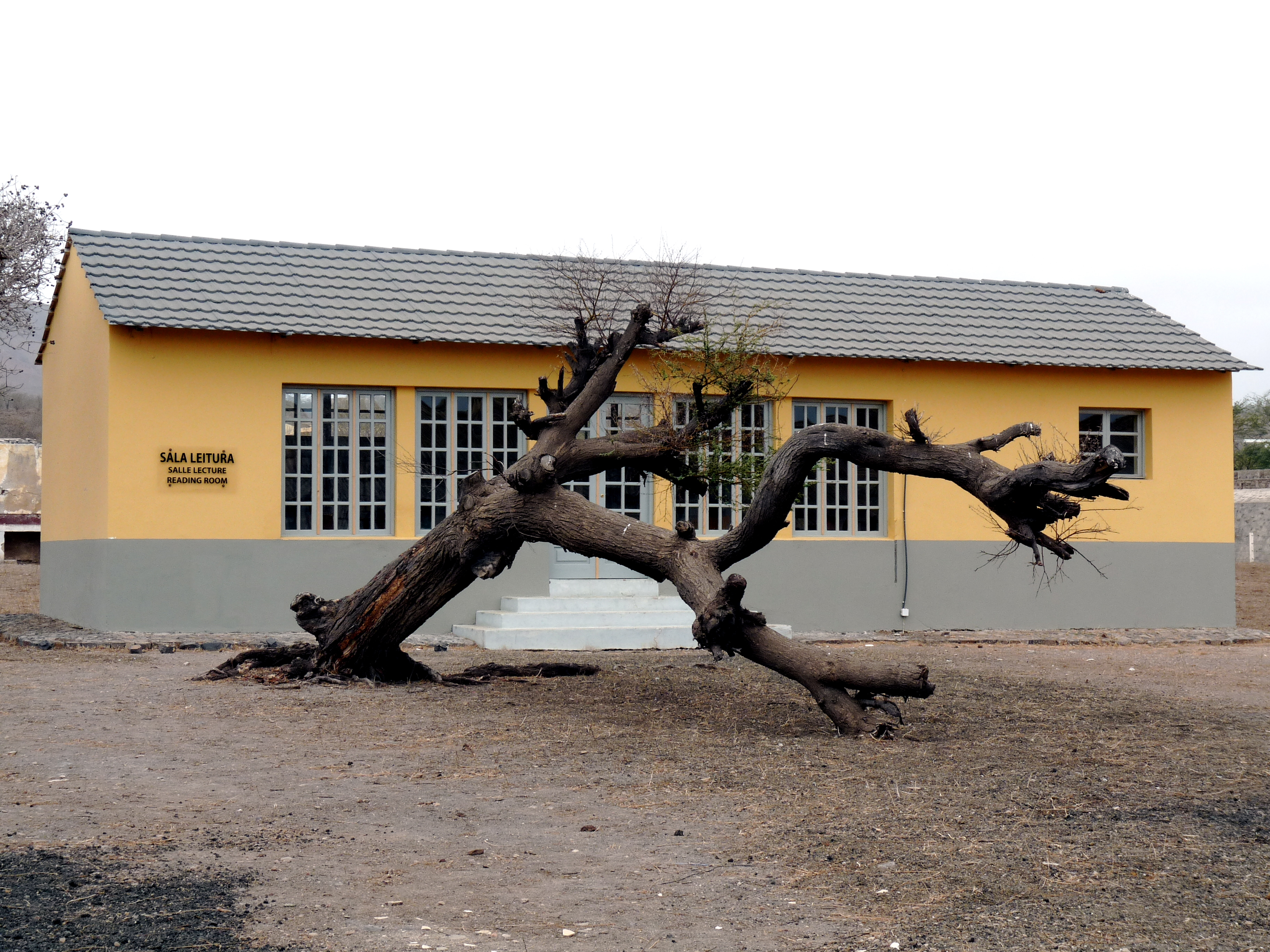
Sala de leitura
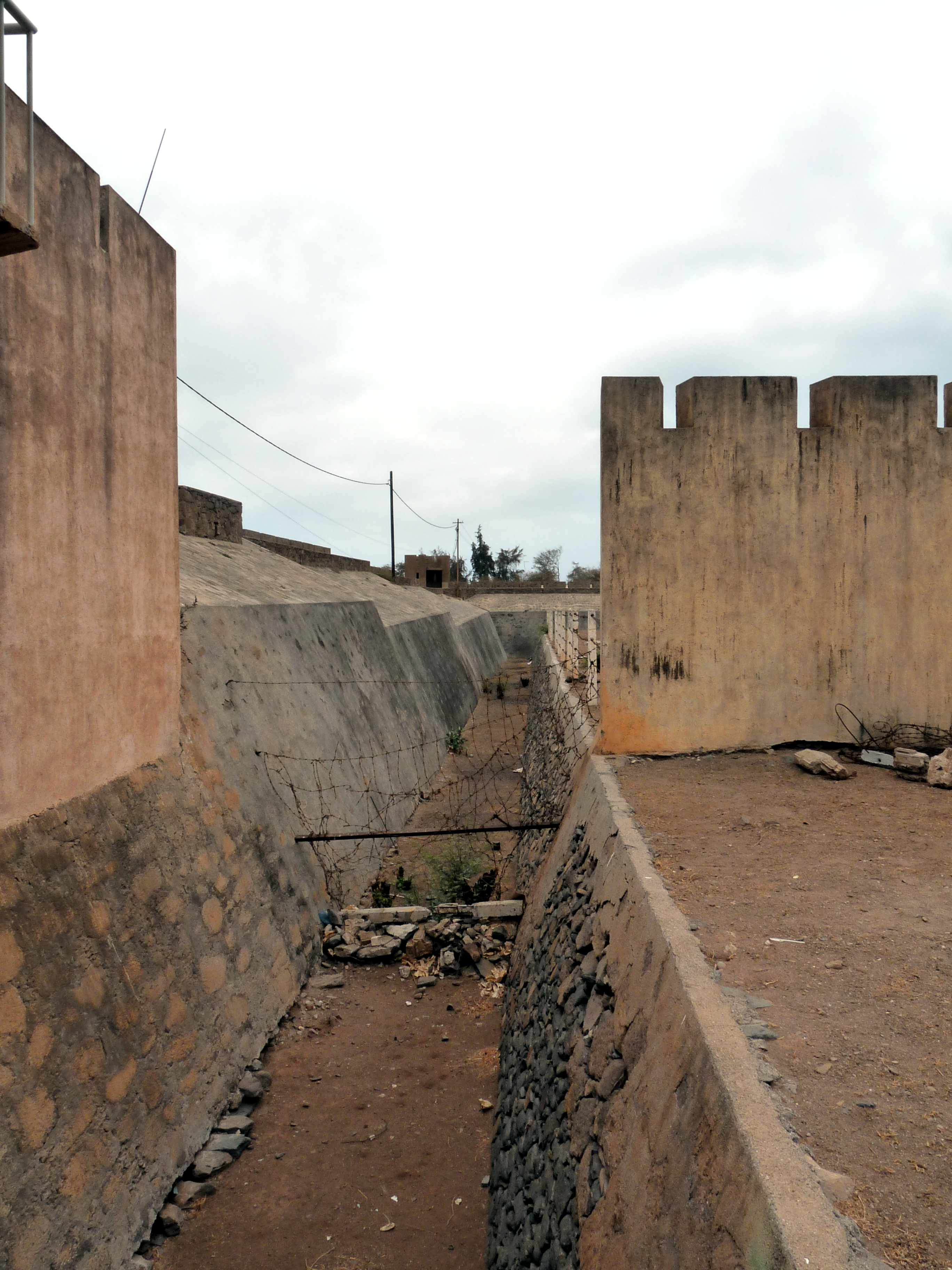
As valas e muros de proteção
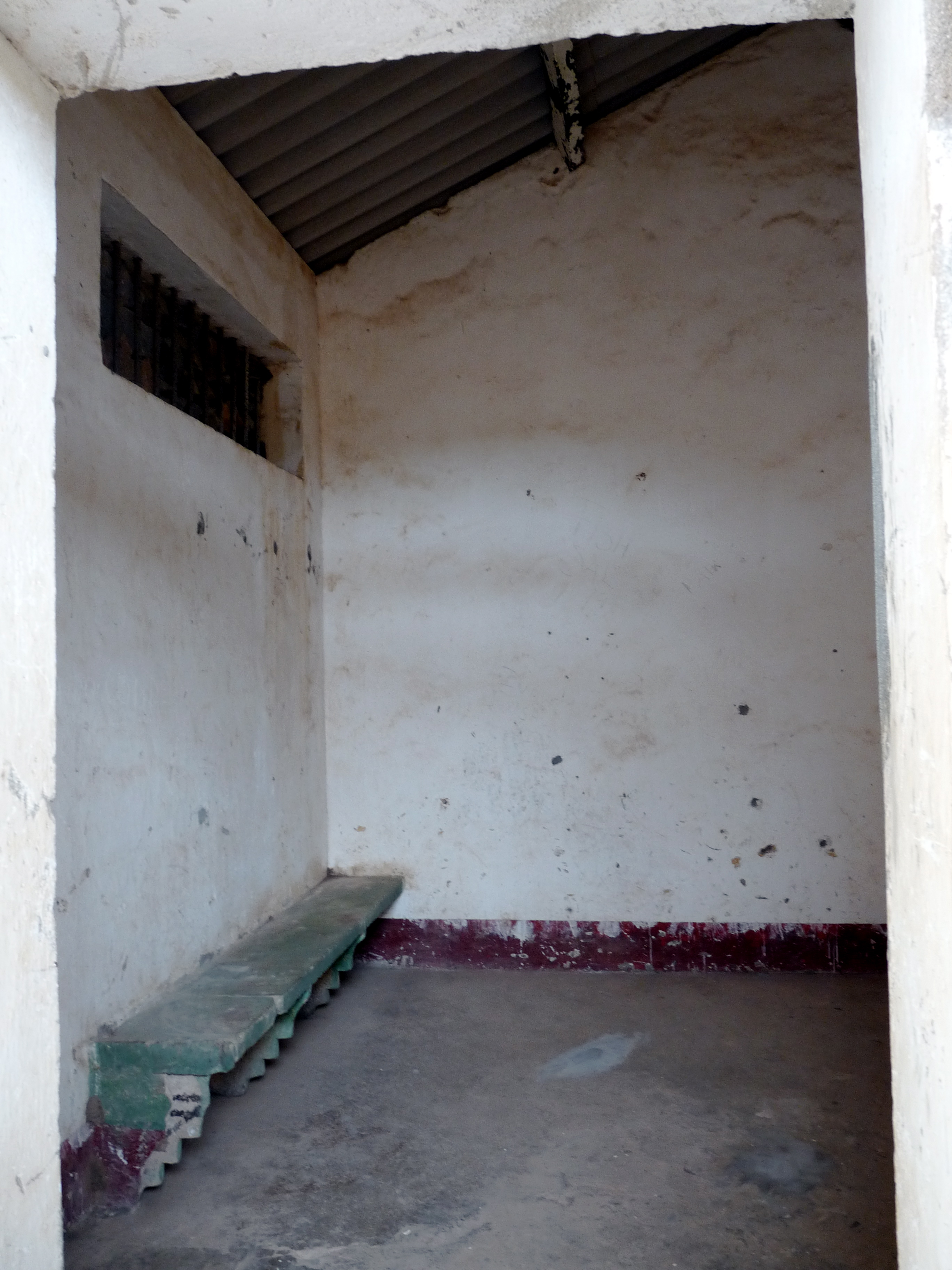
Interior de uma cela
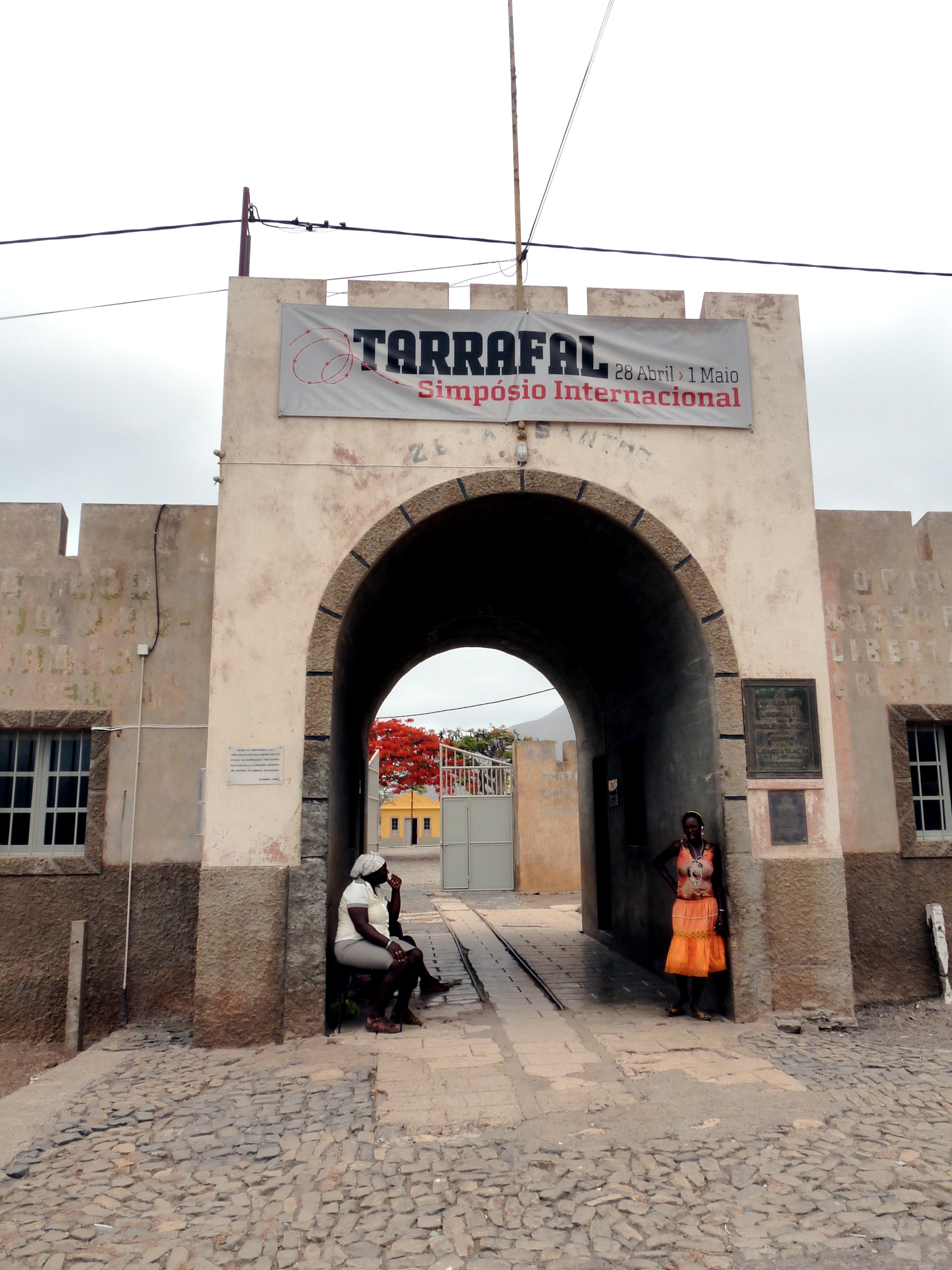
Entrada do campo de concentração
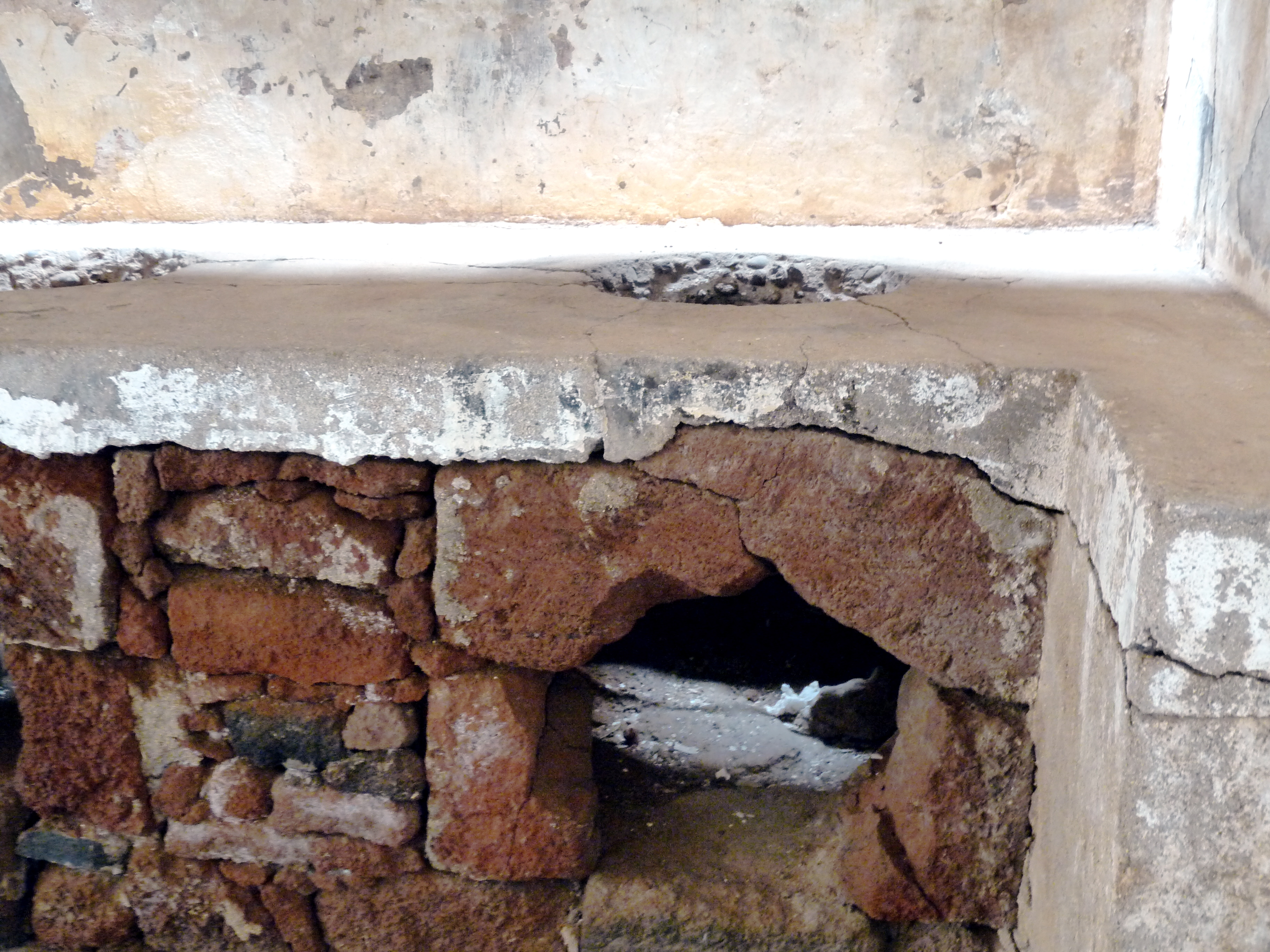
Cozinha
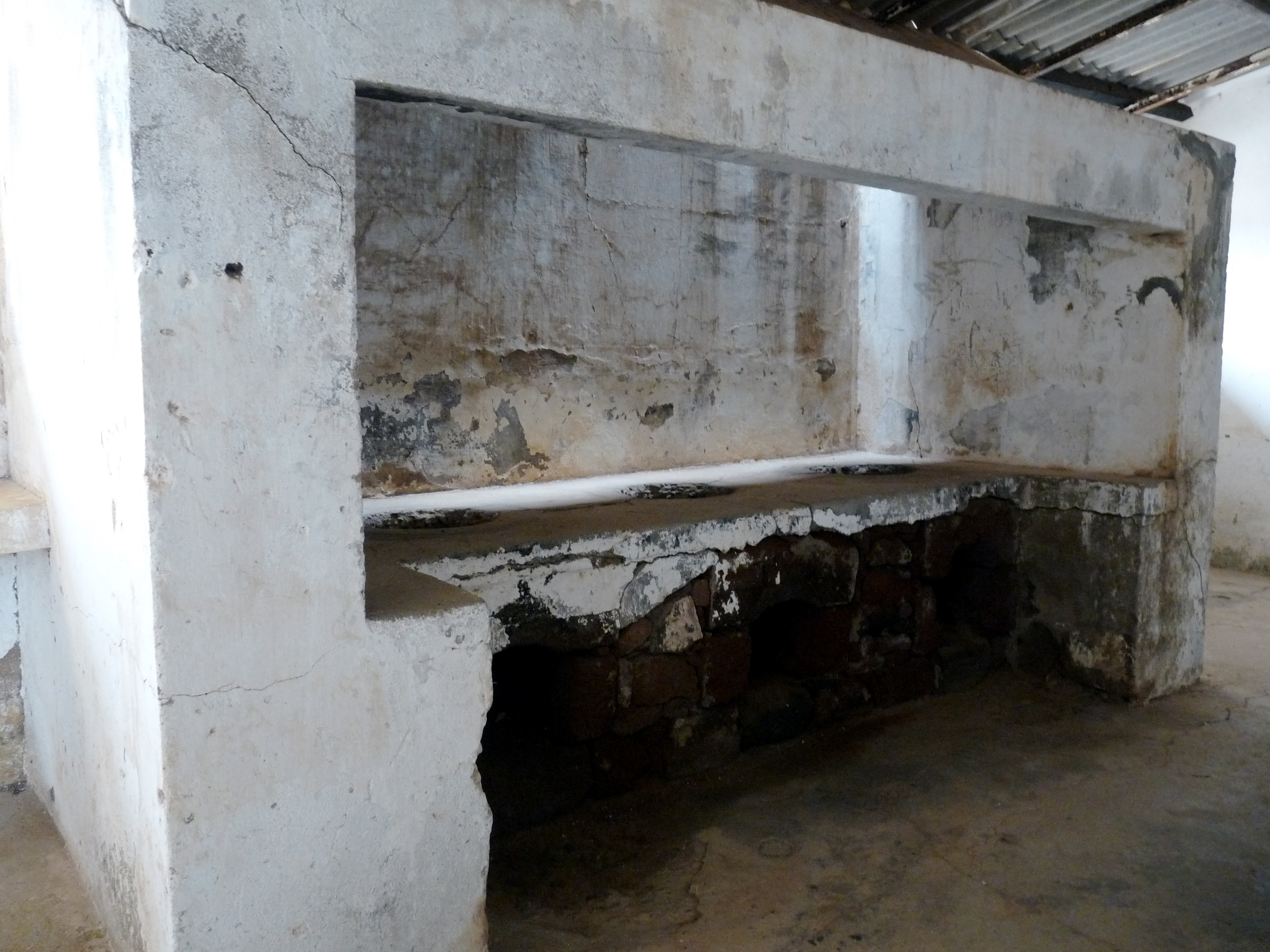
Cozinha
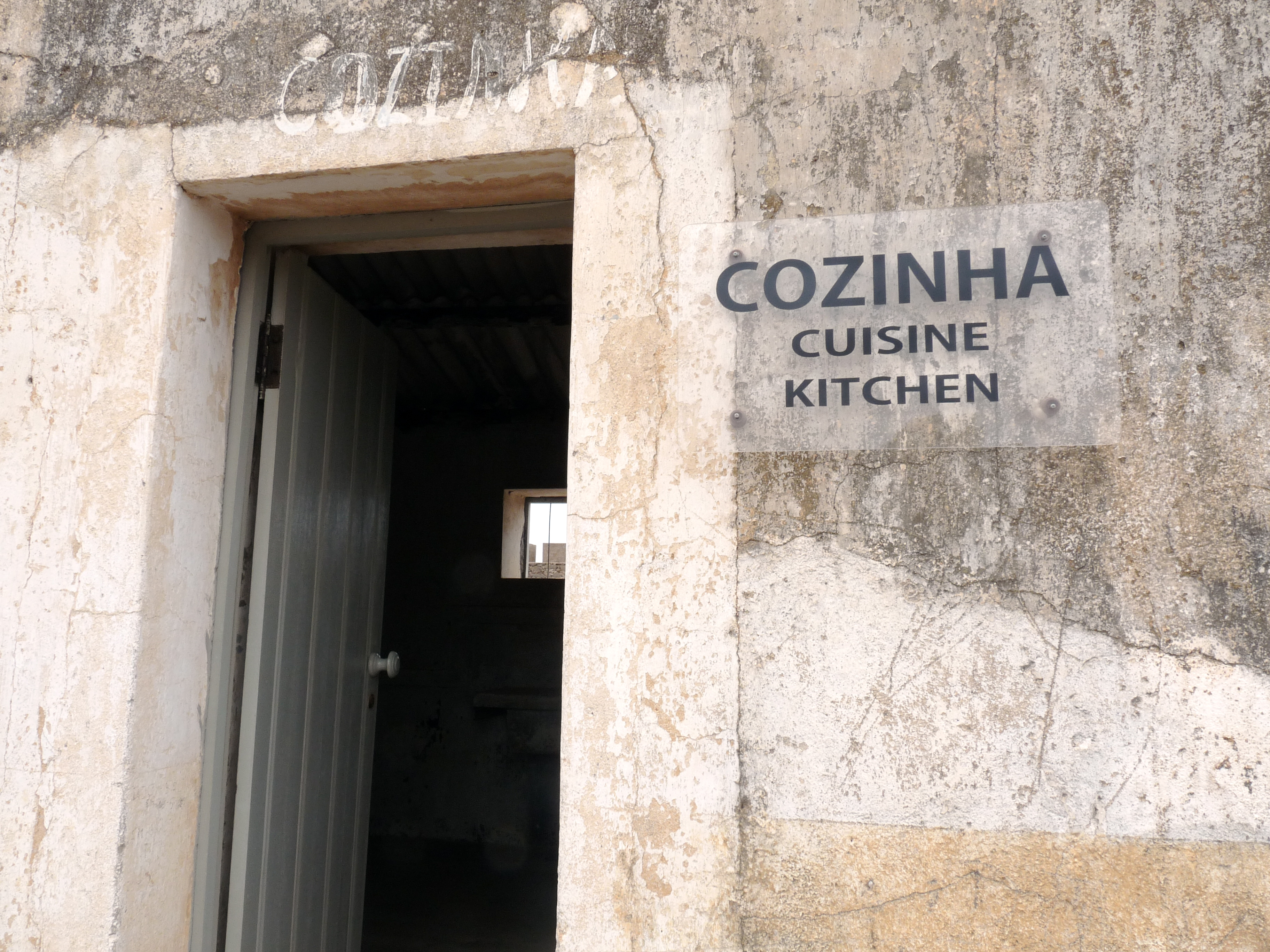
Entrada da cozinha
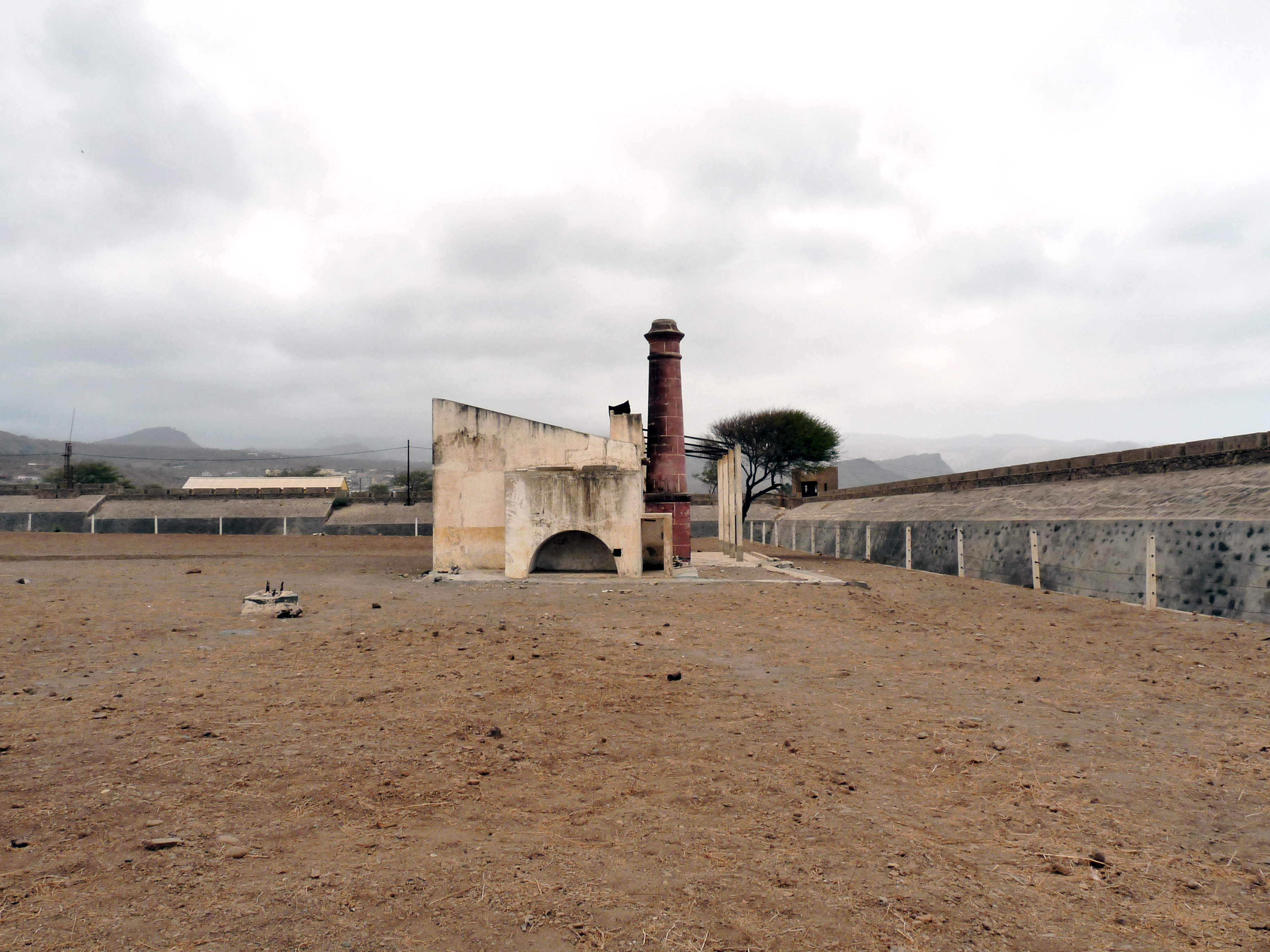
Cozinha
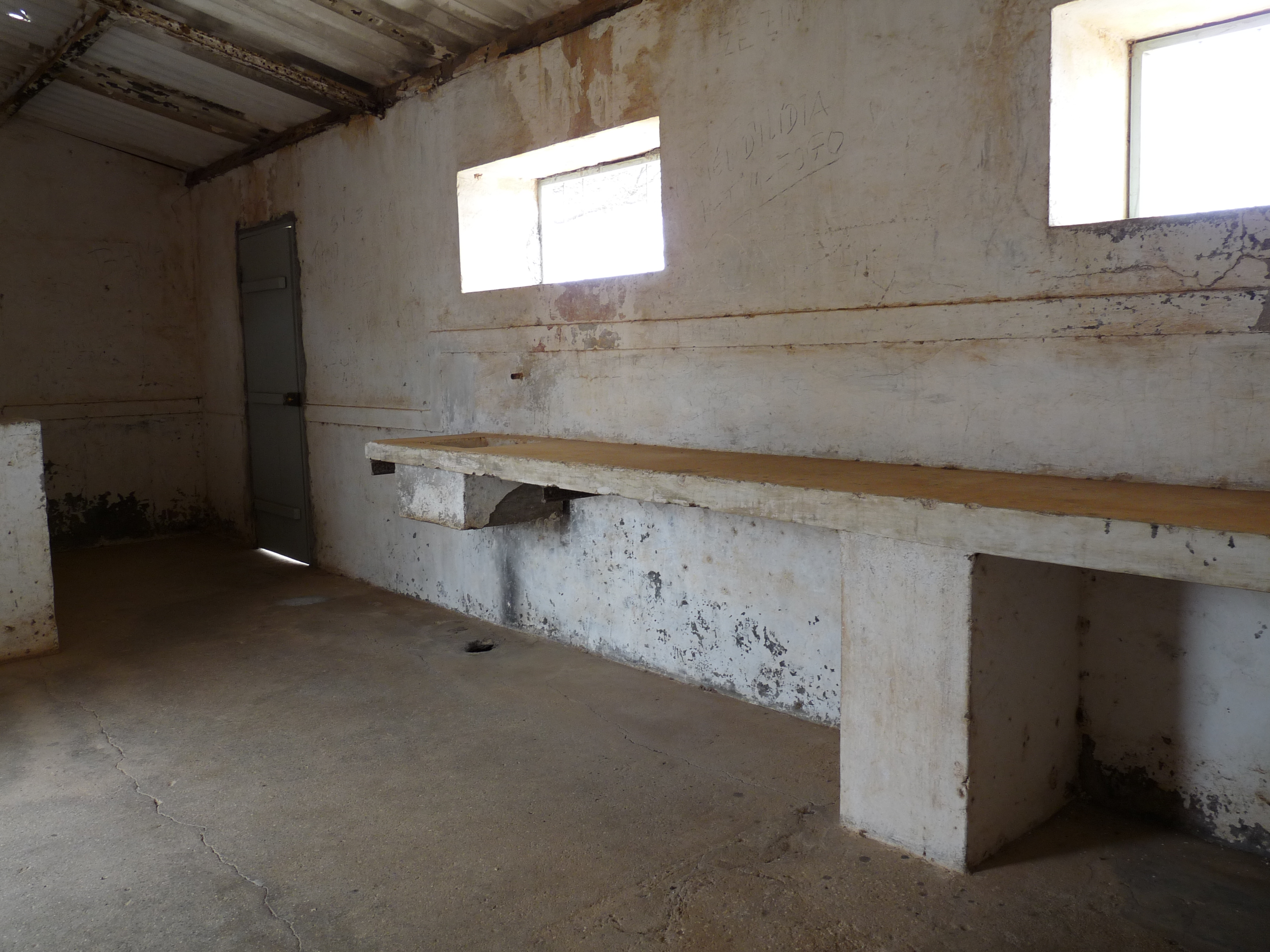
Cozinha
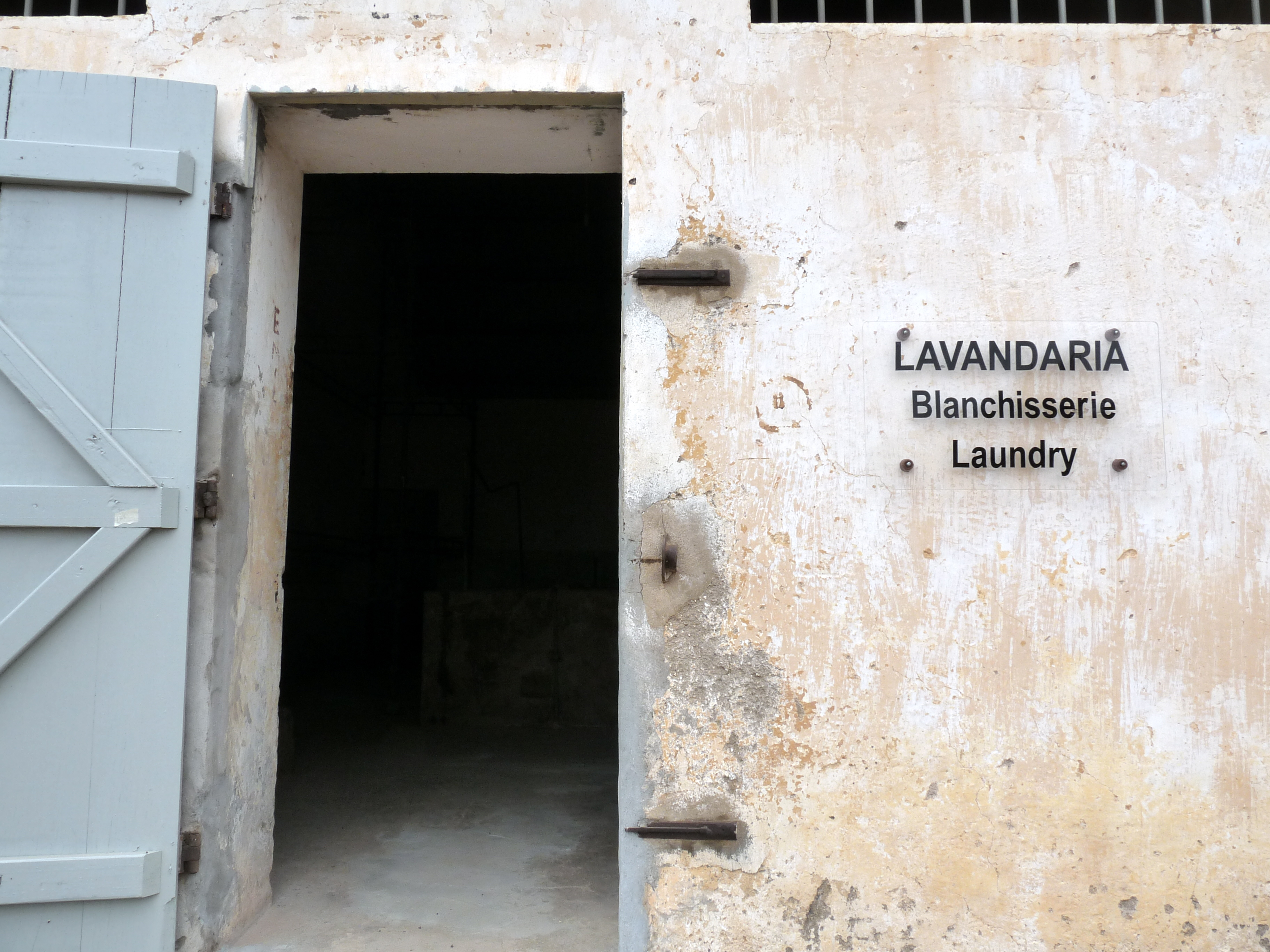
Lavandaria
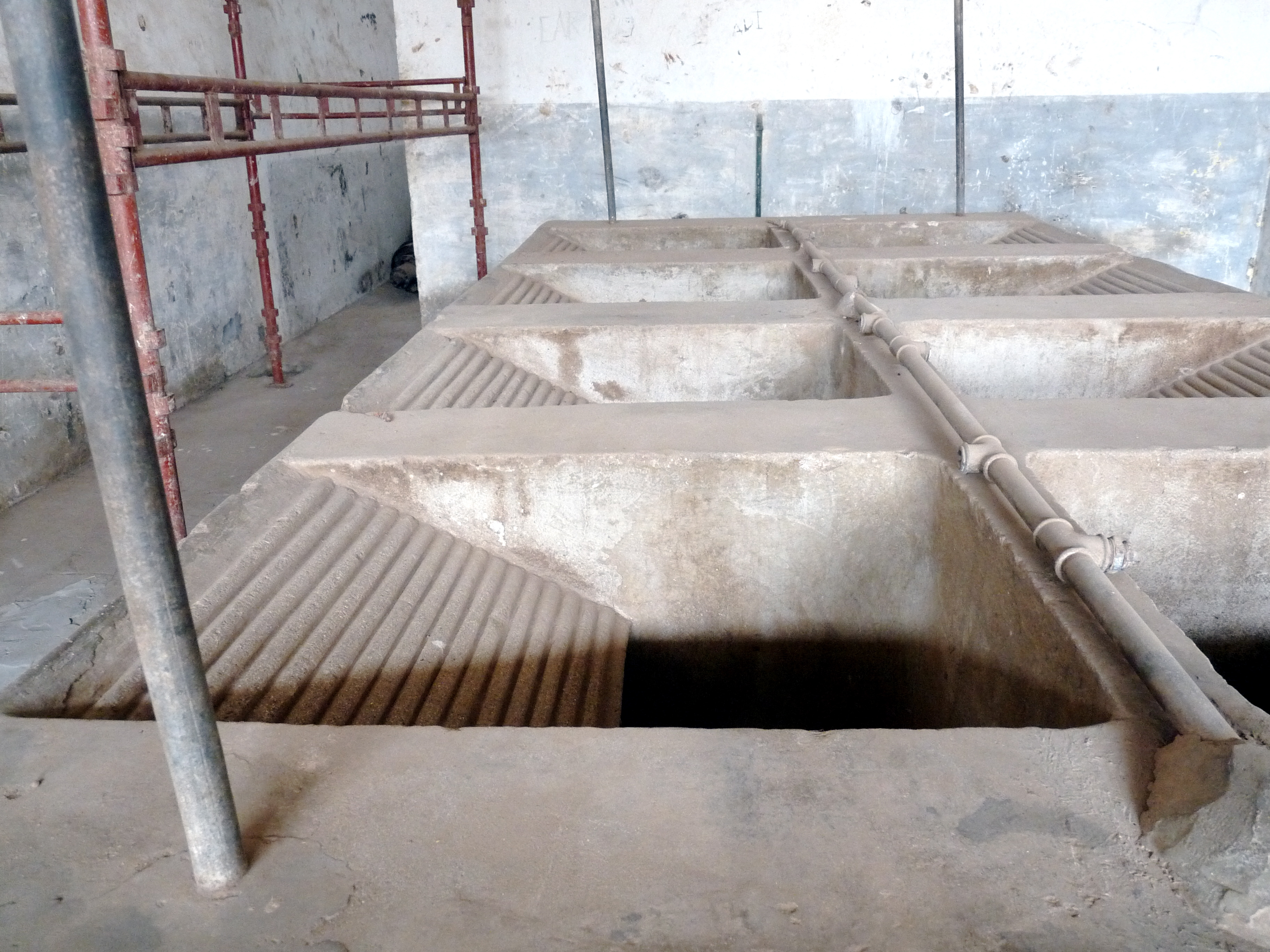
Lavandaria
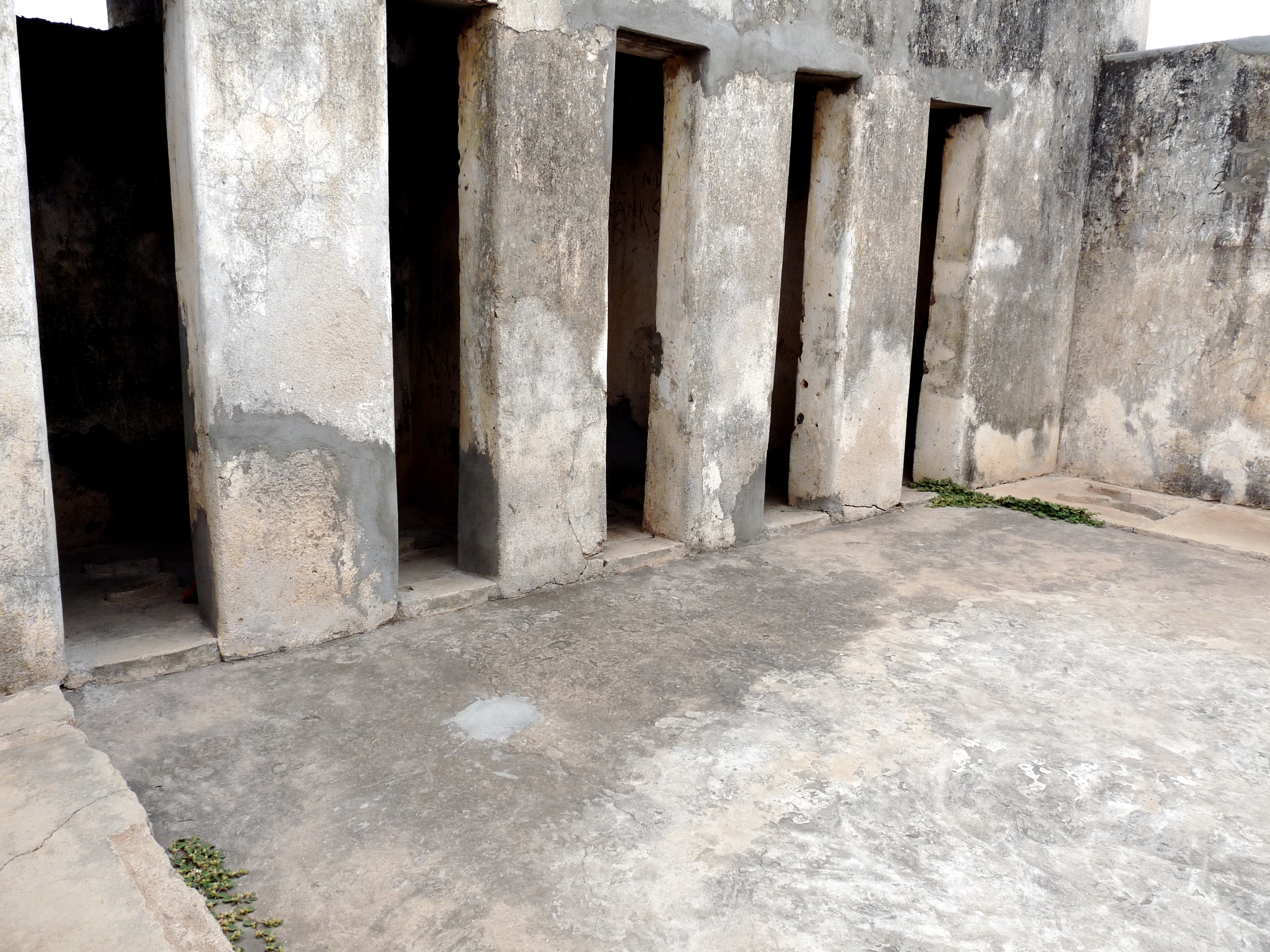
Pilares
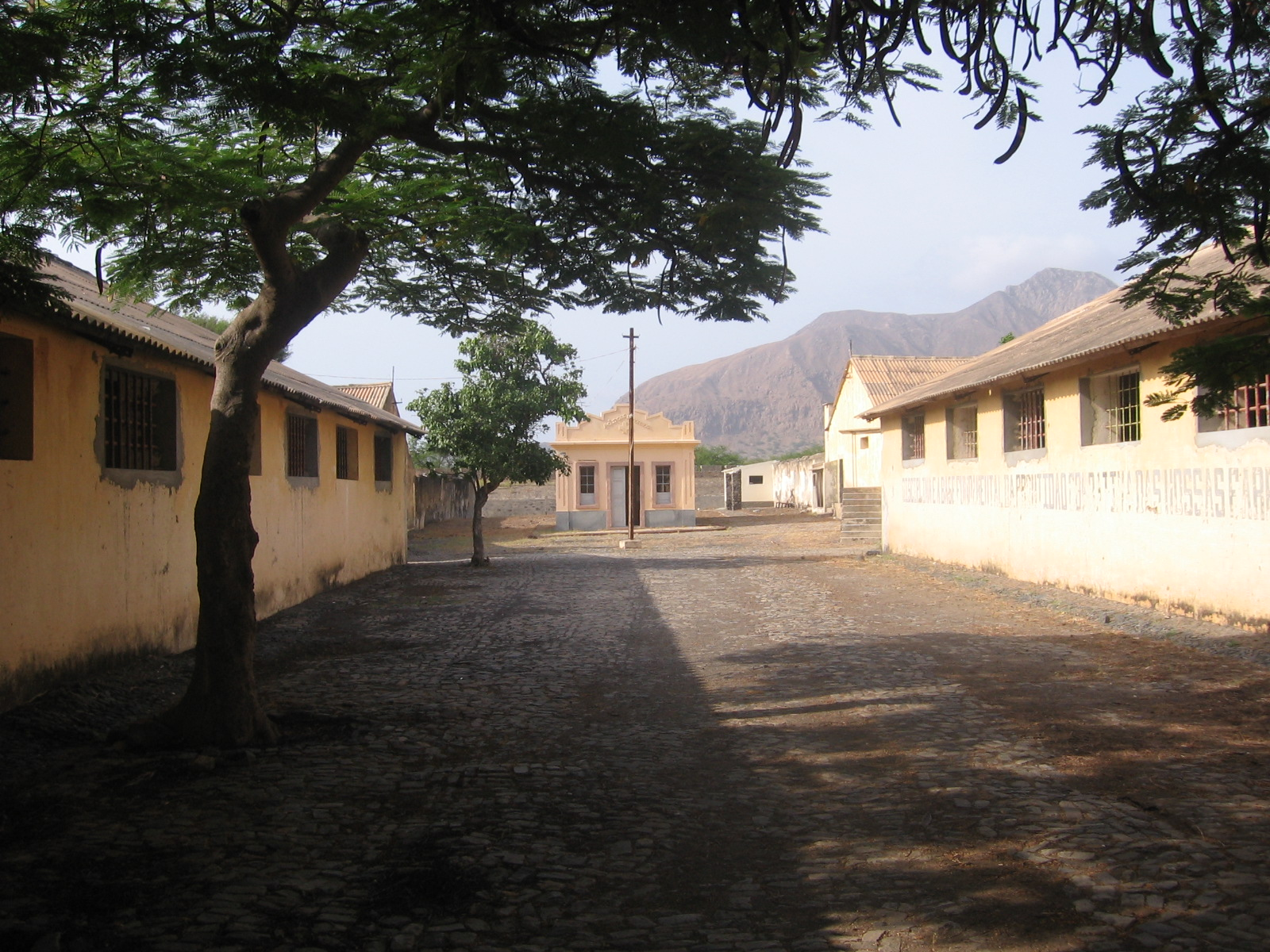
Edifícios